# Schwetzingen

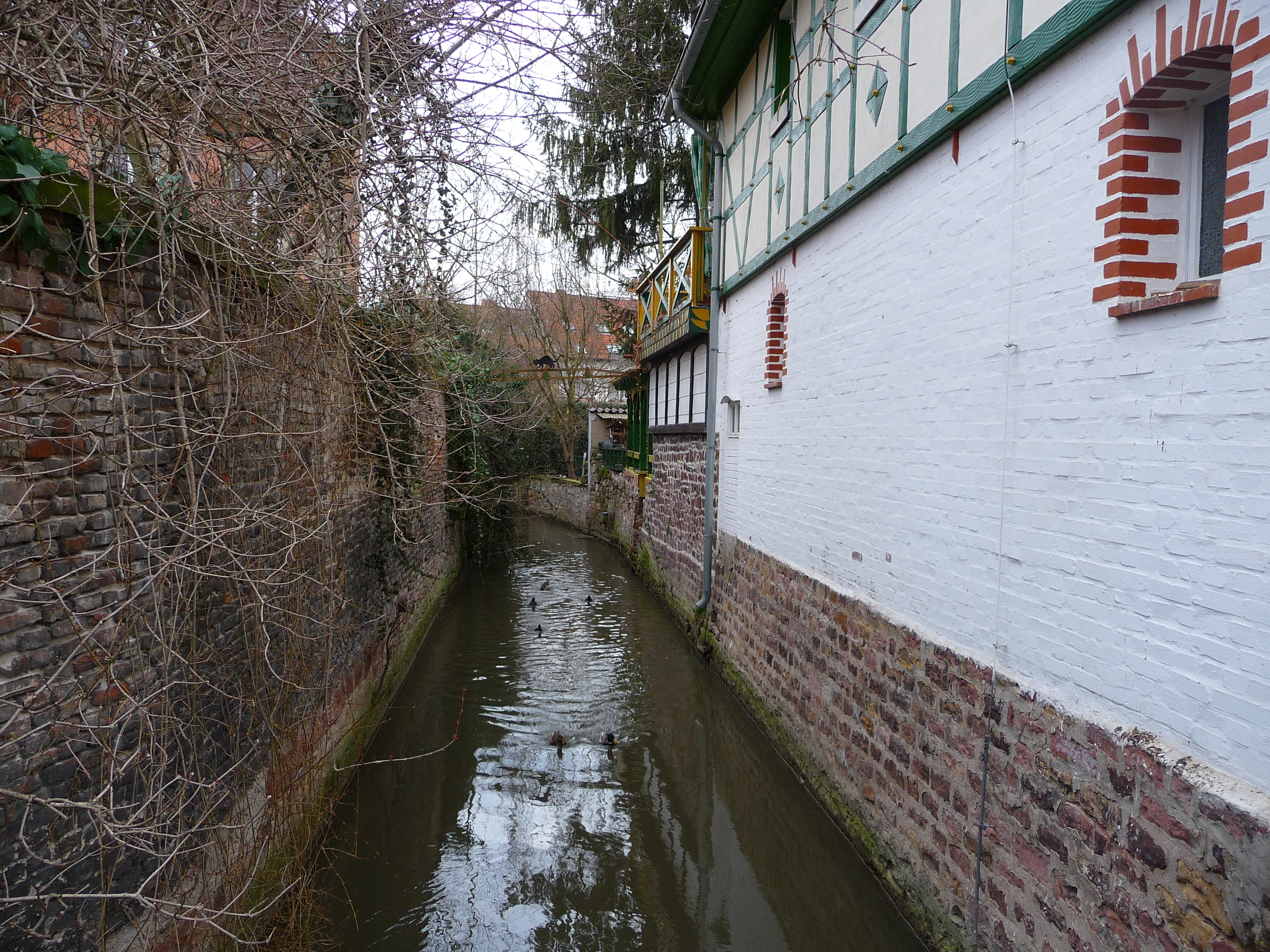
Leimbach

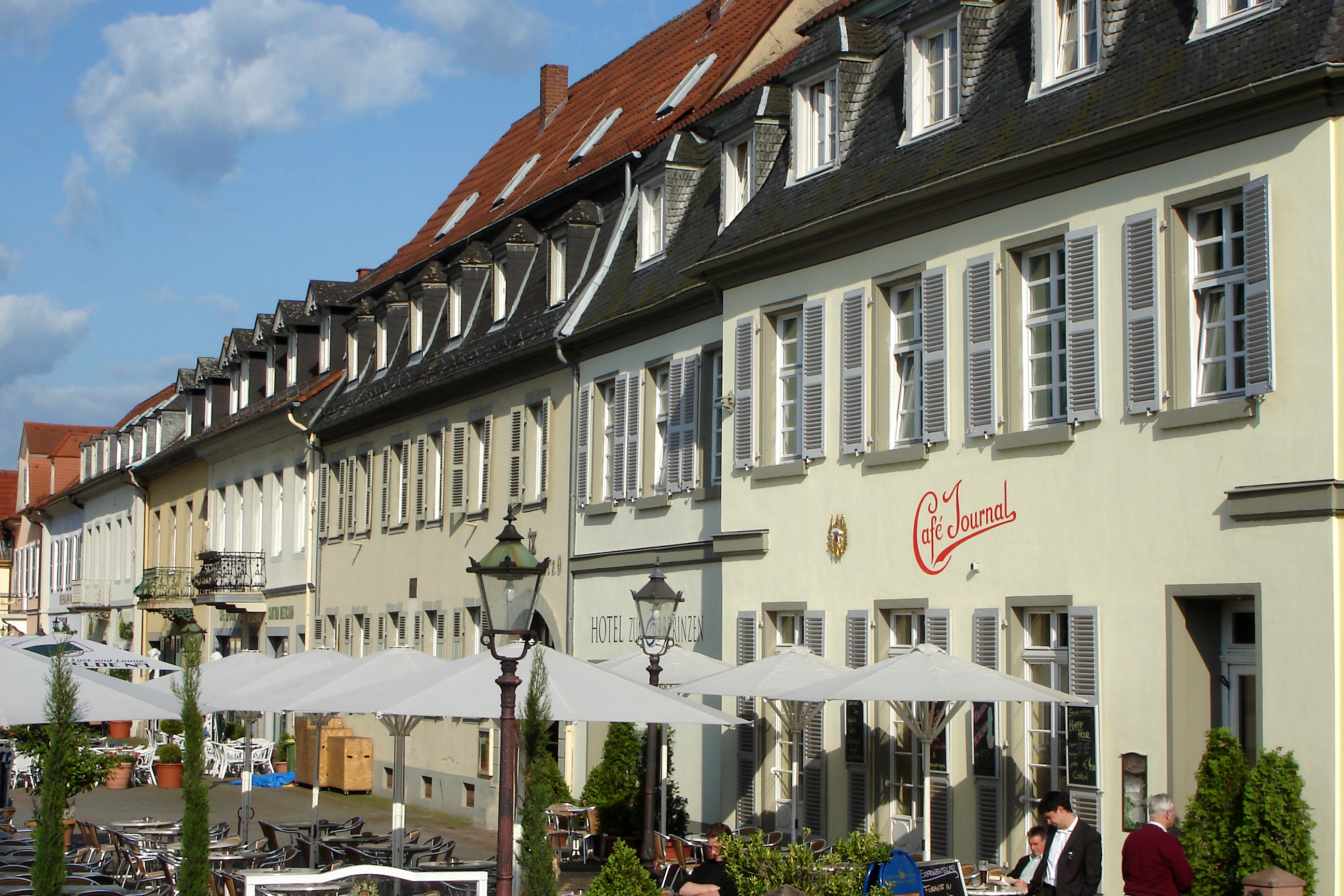
Fassaden am Schlossplatz

Schwetzingen (ⓘ) ist eine Stadt im Nordwesten Baden-Württembergs, etwa 10 Kilometer westlich von Heidelberg und 15 Kilometer südöstlich von Mannheim. Sie gehört zur europäischen Metropolregion Rhein-Neckar. Schwetzingen bildet mit den Gemeinden Oftersheim und Plankstadt ein durchgängig bebautes Siedlungsgebiet.
Bemerkenswert ist ihre weitgehend erhaltene barocke Schlossanlage inklusive Schlossgarten. Des Weiteren ist Schwetzingen ein Teil der Burgenstraße, einer 1954 gegründeten Ferienstraße von Mannheim nach Prag. Zum Stadtgebiet gehören keine weiteren Ortschaften.
Schwetzingen ist eine der fünf größten Städte des Rhein-Neckar-Kreises, ein Mittelzentrum für die umliegenden Gemeinden und seit dem 1. April 1993 Große Kreisstadt. Diesen Status erreichte der Ort durch reines Wachstum und ohne Eingemeindungen bzw. Zusammenlegung mit anderen Gemeinden.

## Geographie

### Lage und Naturraum
Schwetzingen liegt in der Metropolregion Rhein-Neckar in der Oberrheinischen Tiefebene, östlich des Rheins und westlich des Odenwalds. Durch die Stadt fließt der Leimbach, der unweit westlich von Schwetzingen bei Brühl in den Rhein mündet.
Die Gemarkung erstreckt sich über 2163 Hektar. Davon sind 33,3 Prozent Siedlungs- und Verkehrsfläche, 27,2 Prozent werden landwirtschaftlich genutzt und 35,7 Prozent sind bewaldet.

### Raumplanung
Schwetzingen bildet das Mittelzentrum für den südwestlichen Rhein-Neckar-Kreis mit einem Einzugsgebiet von über 110.000 Einwohnern im Bereich des Oberzentrums Mannheim der Region Rhein-Neckar. Zum Mittelbereich Schwetzingen gehören die Städte Schwetzingen und Hockenheim sowie die Gemeinden Altlußheim, Brühl, Ketsch, Neulußheim, Oftersheim, Plankstadt und Reilingen des Rhein-Neckar-Kreises.

### Stadtgliederung und Einwohnerverteilung
Bis 2010 war Schwetzingen in die fünf Stadtgebiete Kernstadt, Oststadt, Südstadt, Schälzig und Hirschacker gegliedert. Mit Beschluss vom 19. Mai 2010 erweiterte der Gemeinderat die Unterteilung um die Einheiten Kleines Feld und Nordstadt, die
von der Kernstadt abgespalten wurden. Westlich des Ortskerns von Brühl besitzt Schwetzingen ferner mit den Schwetzinger Rheinwiesen eine unbebaute Exklave in den Rheinauen. Sie ist Teil des Landschafts- und Naturschutzgebietes Schwetzinger Rheinwiesen/Edinger Ried.
| Stadtteil    | Einwohner | Räumliche Lage |
| ------------ | --------- | --- |
| Kernstadt    | 5353      | Enthält das Schloss und erstreckt sich östlich bis zur Bahnstrecke Mannheim–Rastatt. |
| Südstadt     | 2408      | Wird durch die barocke Achse der Carl-Theodor-Straße von der Kernstadt abgeteilt. Grenzt im Süden direkt an Oftersheim.                                                                    |
| Oststadt     | 2617      | Grenzt an der Bahnstrecke Mannheim–Rastatt an die Kernstadt sowie im Nordosten an Plankstadt.                                                                                              |
| Nordstadt    | 3458      | Grenzt an der Grenzhöfer und Rathenaustraße an die Kernstadt und erstreckt sich nordwärts bis zur neuen Umgehungsstrecke der B 535.                                                        |
| Hirschacker  | 2257      | Der nördlichste Stadtteil. Grenzt an der B 535 an die Nordstadt sowie im Norden stellenweise direkt an Mannheim-Rheinau und Brühl.                                                         |
| Kleines Feld | 2011      | Liegt westlich der alten Trassenführung der B 36 und der Lindenstraße. |
| Schälzig     | 3984      | Erstreckt sich südlich der Zähringerstraße und westlich der Markgrafenstraße bis an die B 291 und den Hardtwald. Im Südosten grenzt der Schälzig an das Oftersheimer Wohngebiet Nord-West. |

### Nachbargemeinden
Folgende Gemeinden grenzen an die Stadt Schwetzingen (im Uhrzeigersinn, beginnend im Norden): Mannheim, Plankstadt, Oftersheim, Hockenheim, Ketsch und Brühl. Alle außer Mannheim gehören zum Rhein-Neckar-Kreis.
Das Stadtgebiet ist mit der südlichen Nachbargemeinde Oftersheim vollständig zusammengewachsen. Auch Plankstadt im Osten grenzt stellenweise direkt an Schwetzingen. In der Agglomeration der Stadt Schwetzingen leben somit über 44.500 Einwohner. Die drei Gemeinden besitzen daher auch dieselbe Postleitzahl (68723).

## Geschichte

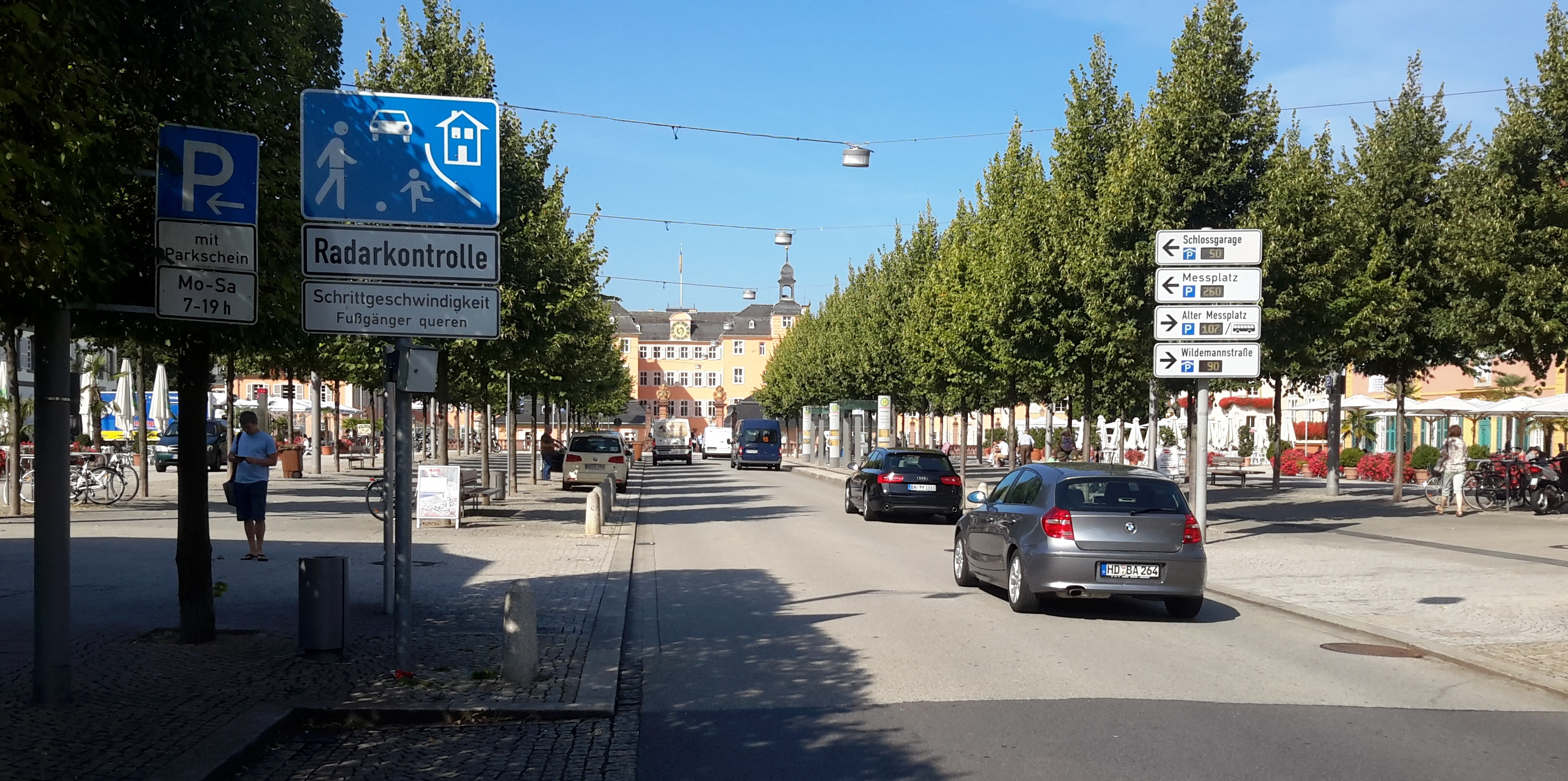
Die Mittelachse des Schlossplatzes; im Hintergrund das Schloss

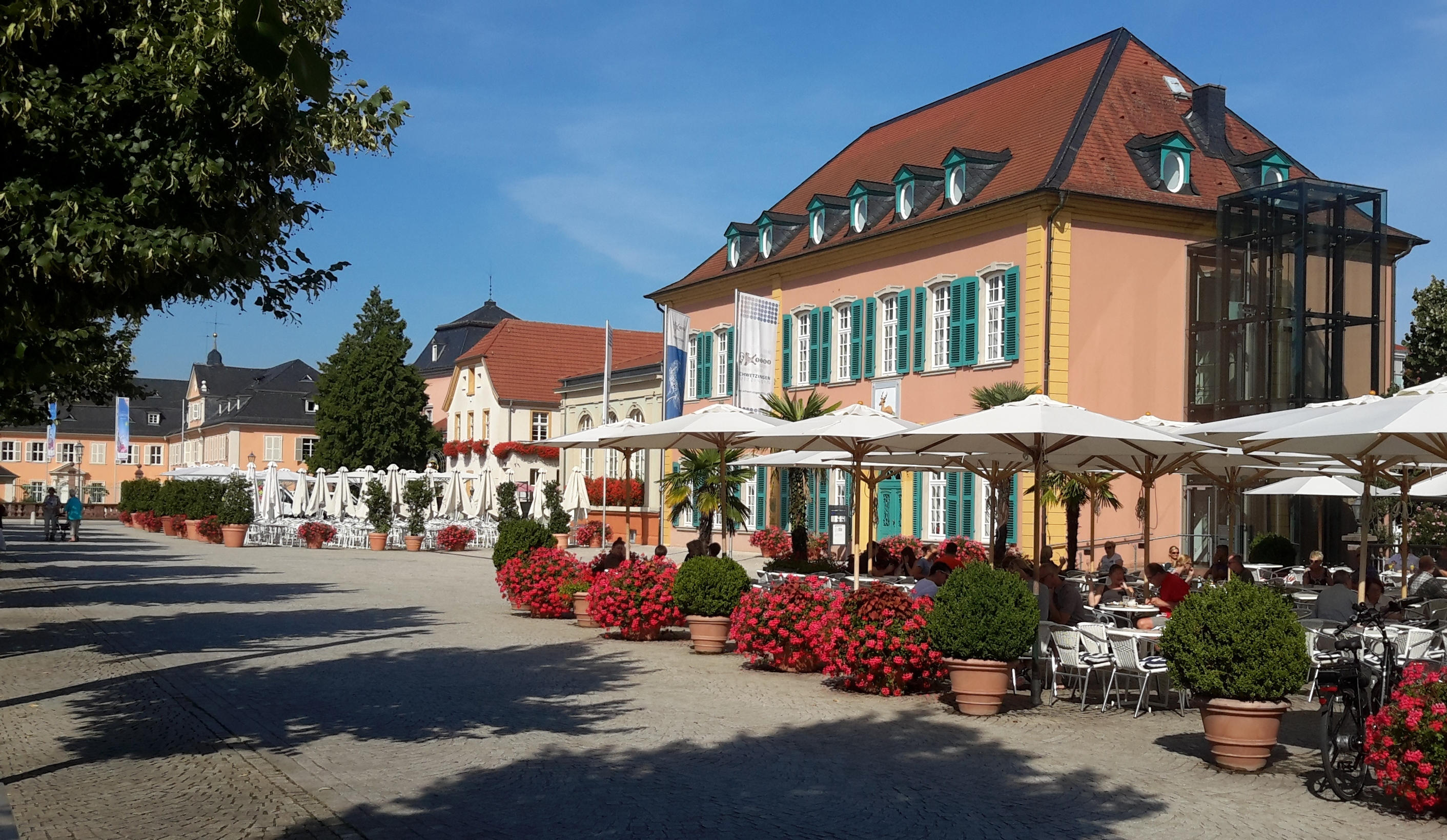
Die Nordseite des Schlossplatzes; in der Mitte das so genannte Palais „Hirsch“

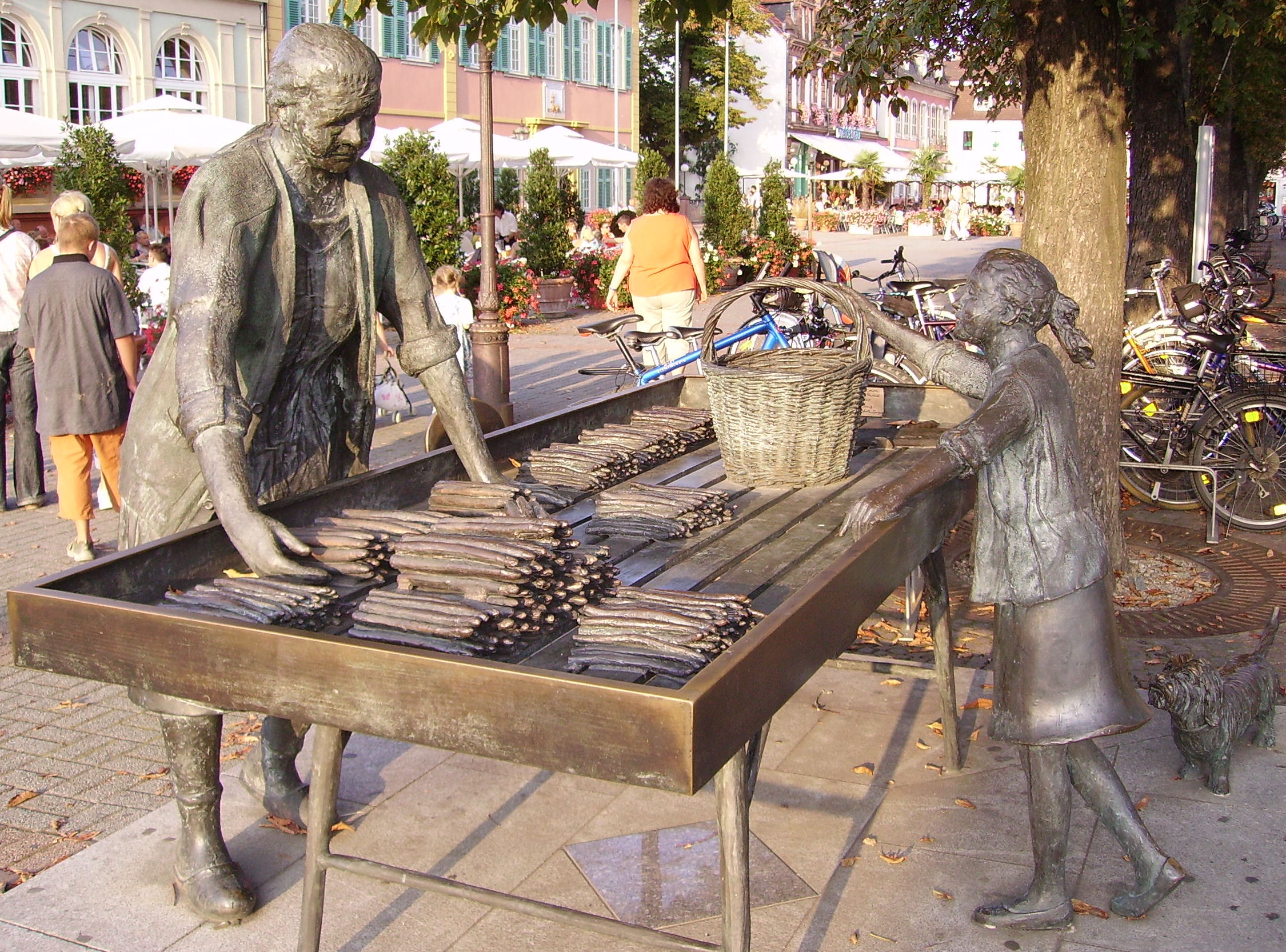
Denkmal der Spargelfrau auf dem Schlossplatz

### Bis zum 18. Jahrhundert
Schwetzingen wurde erstmals am 21. Dezember 766 im Lorscher Codex als „Suezzingen“ erwähnt.  Siedlungsspuren existieren aber bereits aus der Jungsteinzeit, darunter viele Bandkeramik-Funde. 803 wird „Suezzingen Superiore“ genannt (so viel wie „Oberschwetzingen“). Ursprünglich gab es zwei Siedlungen, Ober- und Unterschwetzingen, die erst im Laufe des 17. und 18. Jahrhunderts zu einem Dorf zusammenwuchsen. Gehörte das Gebiet anfangs zum Bistum Worms, so gelangte es bereits im 12. Jahrhundert unter die Herrschaft der Pfalzgrafen. Aus dem Jahr 1439 stammt die erste bekannte Einwohnerzahl: 230 Seelen.
Das Schwetzinger Wasserschloss wird erstmals 1350 erwähnt, als der Pfalzgraf bei Rhein Rudolf II. das Wohnrecht im Schloss erhielt. Im Dreißigjährigen Krieg und im Pfälzer Erbfolgekrieg wurde das Schloss zerstört und von Kurfürst Johann Wilhelm bzw. dessen Vorgänger wieder aufgebaut. Ab 1720 diente es Kurfürst Carl Philipp nach seinem Auszug aus Heidelberg zunächst zeitweise als Ausweichresidenz; ab 1742 ließ es sein Nachfolger Karl Theodor zur Sommerresidenz ausbauen. 1750 wurde die „Neuen Stadt“ mit Schlossplatz geplant und angelegt, die das Ober- und Unterdorf miteinander verband. 1752 eröffnete das Schlosstheater.
1759 erhielt Schwetzingen das Marktrecht und wurde im 18. Jahrhundert im Barockstil ausgebaut.

### 19. und 20. Jahrhundert
Im Jahr 1803 fiel der Ort infolge des Reichsdeputationshauptschlusses mit der gesamten rechtsrheinischen Kurpfalz an Baden und wurde zum Amtssitz erhoben. 1833 erhielt die Gemeinde durch Großherzog Leopold die Stadtrechte. Ab 1850 setzte die Industrialisierung ein. Schwetzingen wurde unter anderem Sitz von Zigarren- und Konservenfabriken. Auch der Spargelanbau gewann an Bedeutung.
1924 wurden das Bezirksamt Schwetzingen aufgehoben und sein Gebiet mit dem Bezirksamt Mannheim vereinigt, aus welchem 1938 der Landkreis Mannheim entstand. 1931 erhielt die Stadt Schwetzingen einen erheblichen Gebietszuwachs durch Aufteilung der Schwetzinger Hardt.
Im Zuge der Kreisreform wurden der Landkreis Mannheim zum 1. Januar 1973 aufgelöst und die Stadt Schwetzingen dem neu gebildeten Rhein-Neckar-Kreis zugeordnet. Im Jahr 1992 überschritt die Einwohnerzahl die 20.000-Grenze. Daraufhin stellte die Stadt Schwetzingen den Antrag auf Erhebung zur Großen Kreisstadt, was die Landesregierung von Baden-Württemberg mit Wirkung zum 1. April 1993 beschloss.

### Einwohnerentwicklung
Einwohnerzahlen nach dem jeweiligen Gebietsstand. Die Zahlen sind Schätzungen, Volkszählungsergebnisse (¹) oder amtliche Fortschreibungen der jeweiligen statistischen Ämter (nur Hauptwohnsitze).
| Jahr              | Einwohner  |
| ----------------- | ---------- |
| 1726              | 420        |
| 1784              | 1.784      |
| 1800              | 2.090      |
| 1850              | 2.900      |
| 1855              | fast 3.100 |
| 1858              | 3.192      |
| 1. Dezember 1871  | 3.862      |
| 1. Dezember 1880¹ | 4.649      |
| 1. Dezember 1890¹ | 5.116      |
| 1. Dezember 1900¹ | 6.432      |
| 1. Dezember 1910¹ | 7.876      |
| 8. Oktober 1919¹  | 9.146      |
| 16. Juni 1925¹    | 9.341      |
| 16. Juni 1933¹    | 10.016     |

| Jahr                | Einwohner |
| ------------------- | --------- |
| 17. Mai 1939¹       | 10.983    |
| Dezember 1945¹      | 11.129    |
| 13. September 1950¹ | 14.068    |
| 6. Juni 1961¹       | 14.992    |
| 27. Mai 1970¹       | 16.508    |
| 31. Dezember 1975   | 18.296    |
| 31. Dezember 1980   | 18.384    |
| 25. Mai 1987¹       | 17.729    |
| 31. Dezember 1990   | 19.098    |
| 31. Dezember 1995   | 21.872    |
| 31. Dezember 2000   | 22.267    |
| 31. Dezember 2005   | 22.345    |
| 31. Dezember 2010   | 21.789    |
| 31. Dezember 2015   | 22.335    |
| 31. Dezember 2020   | 21.577    |

¹ Volkszählungsergebnis

## Religionen

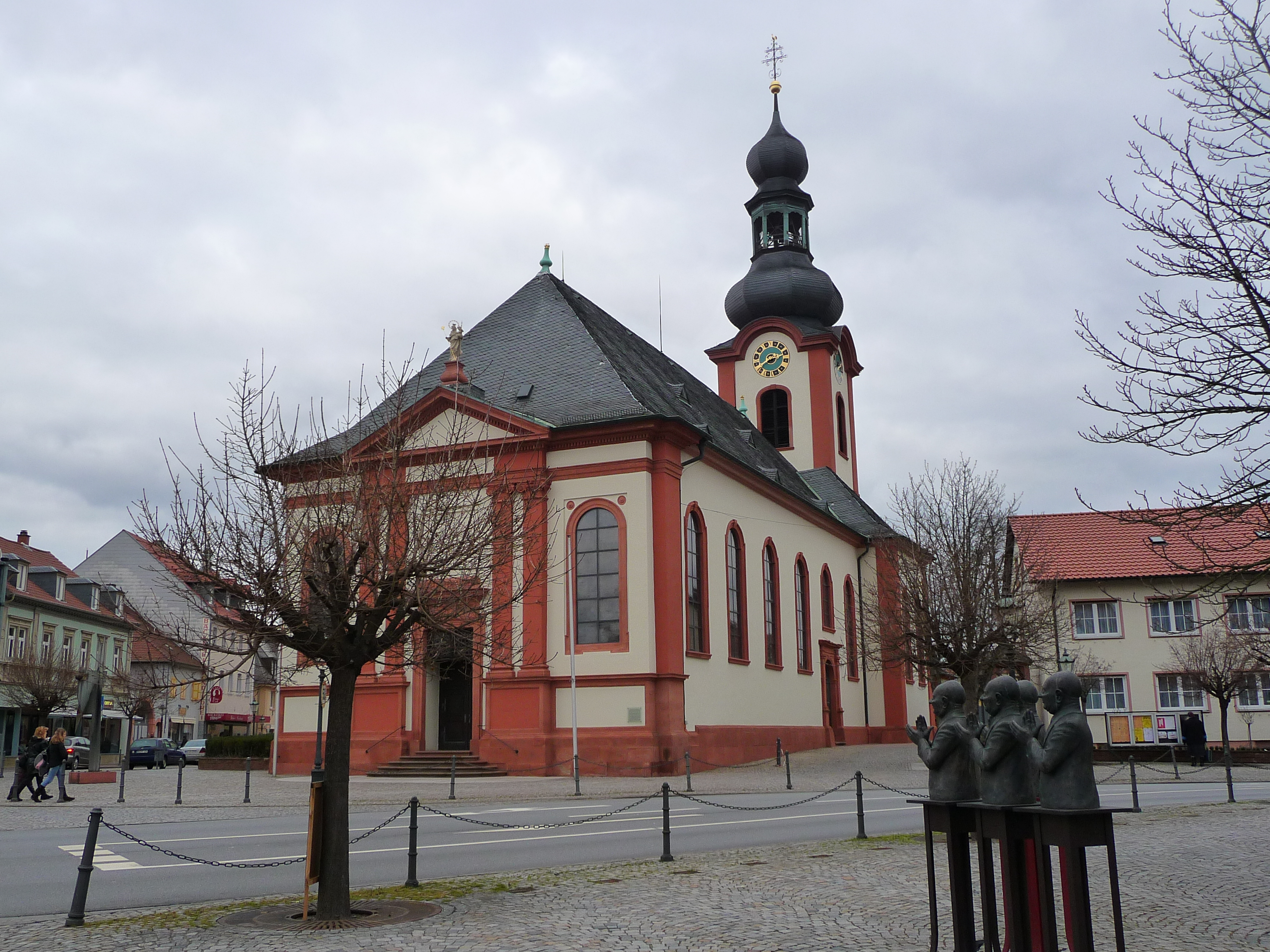
St. Pankratius

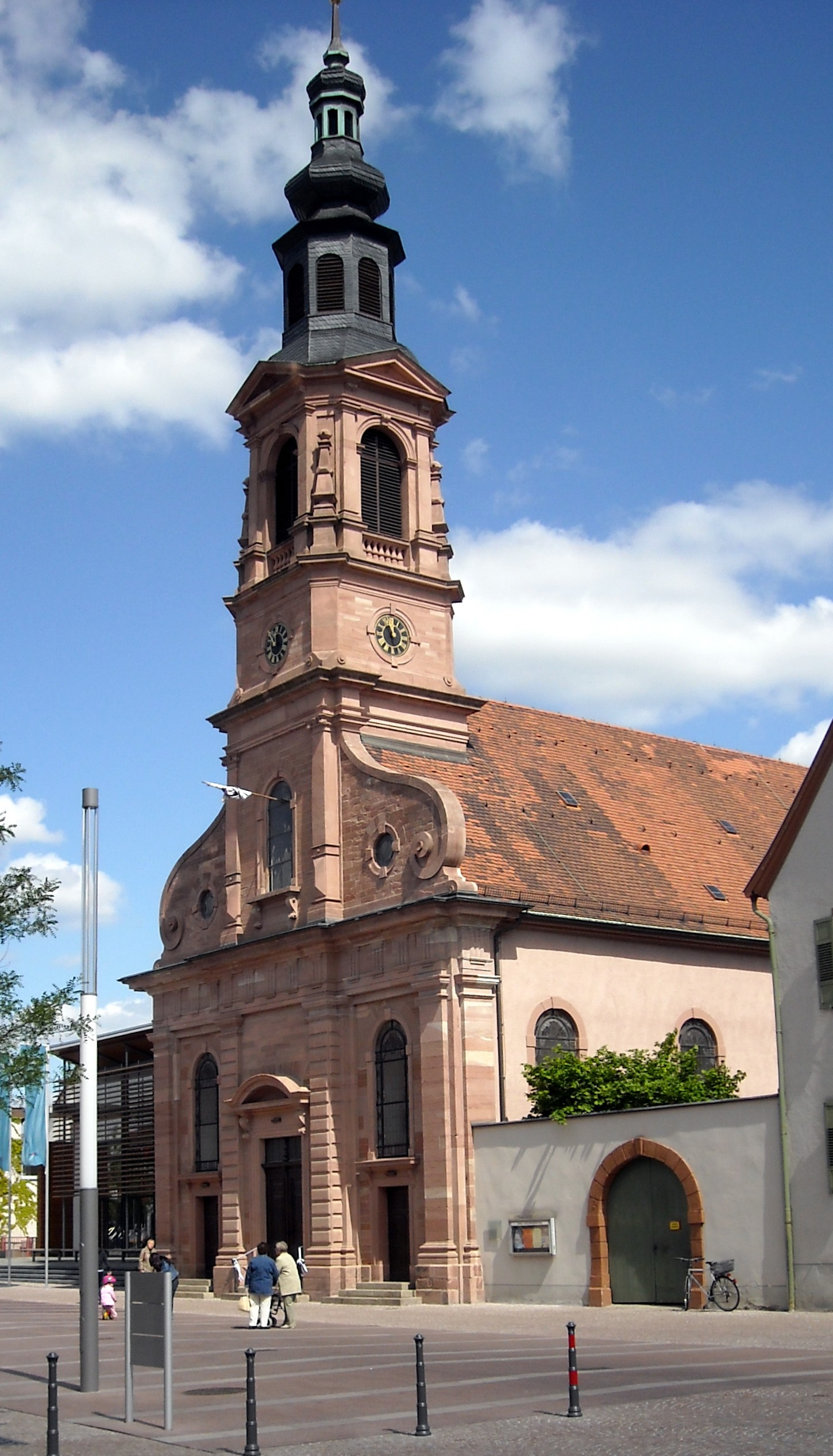
Evangelische Stadtkirche

Schwetzingen gehörte anfangs zum Bistum Worms. Wie in der gesamten Kurpfalz wurde auch in Schwetzingen die Reformation eingeführt, und zwar das reformierte Bekenntnis. Dennoch gab es weiterhin auch Katholiken, so dass die Kirche am Ort, die St. Pankratiuskirche, ab 1698 simultan verwendet wurde. Als im Rahmen der Kirchenteilung in der Kurpfalz 1707 die Kirche den Katholiken übergeben wurde, mussten sich die Reformierten zunächst mit einer Notkirche begnügen. Auch die inzwischen entstandene lutherische Gemeinde hatte eine Notkirche. Doch konnten sich die Reformierten 1785 eine eigene Kirche bauen, die Ende des 19. Jahrhunderts vergrößert wurde. Nach dem Übergang an Baden vereinigten sich die beiden protestantischen Gemeinden zu einer unierten Kirchengemeinde. Gehörte die Gemeinde zunächst zum Kirchenbezirk Oberheidelberg, so wurde Schwetzingen später Sitz eines eigenen Kirchenbezirks, der 2008 im Kirchenbezirk Südliche Kurpfalz aufging. Die Pfarreien Bonhoeffergemeinde (Hirschacker und teilw. Nordstadt), Luthergemeinde (Innenstadt nördlich Carl-Theodor-Straße und teilw. Nordstadt), Melanchthongemeinde (Innenstadt südlich Carl-Theodor-Straße und Oststadt) und Noah-Gemeinde (Schälzig) wurden zum 1. Januar 2013 zur Gesamtkirchengemeinde Schwetzingen fusioniert.
Die Katholiken erhielten – wie bereits erwähnt – ab 1707 die Kirche St. Pankratius, die damals einzige des Ortes. Die Pfarrgemeinde gehörte zunächst noch zum Bistum Worms und wurde 1821/27 Teil des neu gegründeten Erzbistums Freiburg, wo sie dem Dekanat Heidelberg zugeordnet wurde. 1958 wurde in der Oststadt Schwetzingens die Kirche St. Maria errichtet. Später entstand noch die Kirche St. Josef in Hirschacker. 1960 wurde Schwetzingen Sitz eines eigenen Dekanats für die Gemeinden Edingen, Neckarhausen, Oftersheim, Plankstadt, Schwetzingen, Hockenheim, Ketsch, Neulußheim, Reilingen und Brühl, das jedoch bereits 1976 wieder aufgelöst wurde. Seither gehören die Pfarrgemeinden der Stadt zum Dekanat Wiesloch. Die Pfarrgemeinde St. Pankratius bildet mit der Filialgemeinde St. Maria und der Predigstelle St. Josef in Hirschacker zusammen die Seelsorgeeinheit Schwetzingens.
In Schwetzingen befindet sich der Sitz des Kirchenkreises Nordbaden der Evangelischen Landeskirche in Baden.
Neben den beiden in Deutschland vorherrschenden Glaubensrichtungen gibt es in Schwetzingen auch freikirchliche Gemeinden, und zwar eine Gemeinde der Evangelisch-methodistischen Kirche und das Christliche Centrum Schwetzingen, Evangelische Freikirche, kurz CCS genannt. Weiter gibt es die Evangelische Gemeinschaft, die 1849 aus dem „Evangelischen Verein für innere Mission Augsburgischen Bekenntnisses“ hervorging sowie eine Landeskirchliche Gemeinschaft. Darüber hinaus gibt es auch eine Neuapostolische Kirche und einen Königreichssaal der Zeugen Jehovas.

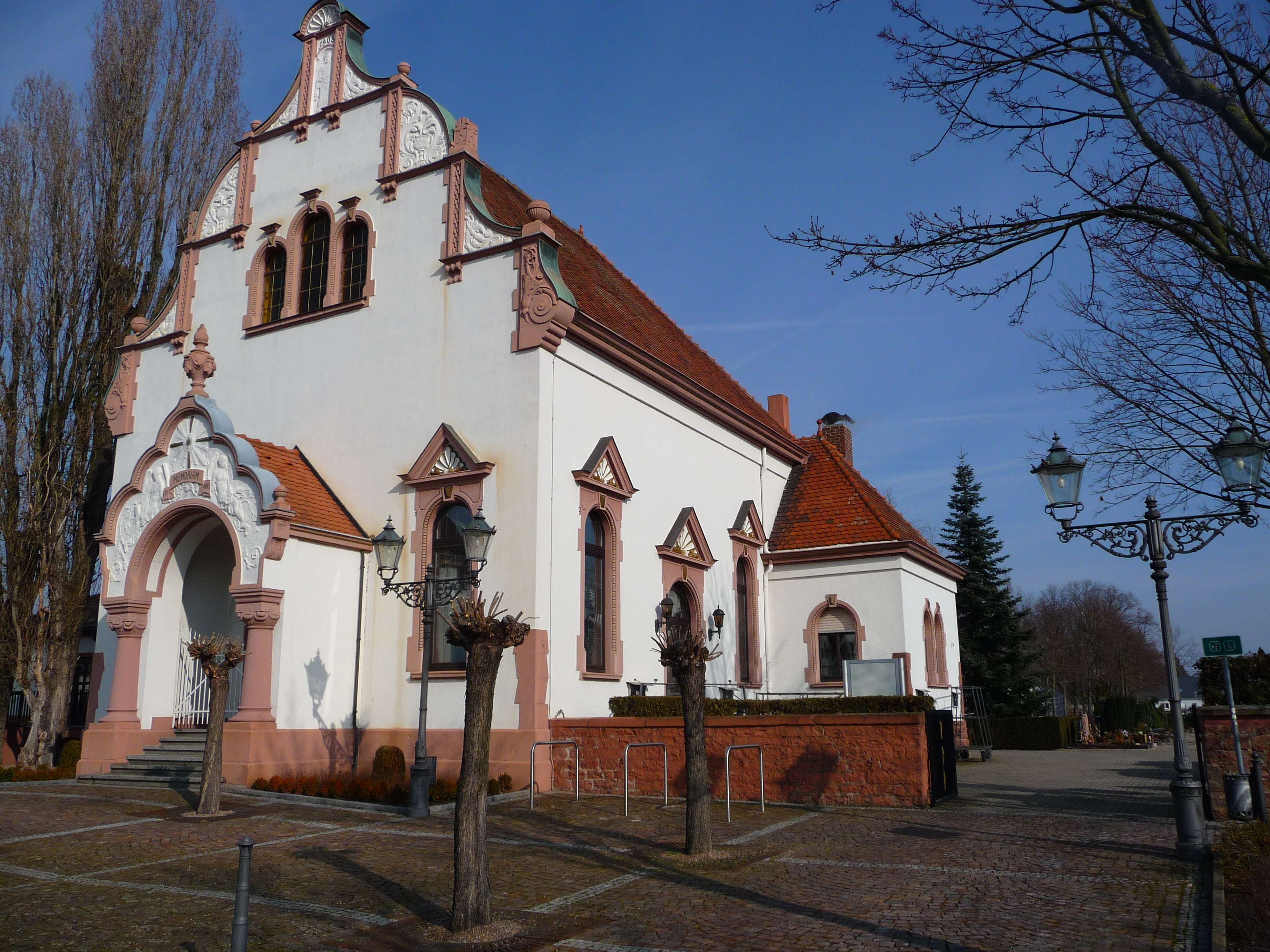
Haupteingang Stadtfriedhof

Mindestens seit etwa 1700 bildeten Juden in Schwetzingen eine jüdische Gemeinde, die ihre Gottesdienste in privaten Haushalten abhielt. Ein 1808 durch das für Schwetzingen zuständige Amt bei der Großherzoglichen Badischen Regierung befürworteter Bau einer Synagoge wurde nie begonnen. Zwischen 1864 und 1898 wurden die Gottesdienste in der Synagogenstraße 6 (1934 umbenannt, seitdem Invalidengasse 8) abgehalten. Diese Räume waren jedoch zu hohen jüdischen Feiertagen zu klein, weswegen das Großherzogtümliche Oberhofmarschallamt ab 1898 Räumlichkeiten zur Verfügung stellte, zunächst im südlichen Zirkelbau und von 1901 bis 1933 im nördlichen Zirkelbau des Schlosses. In der Zeit des Nationalsozialismus fanden jüdische Gottesdienste noch für einige Monate in der Schlosskapelle statt, schließlich in wechselnden Privathäusern, ab 1938 in der Heidelberger Straße 12. In der Reichspogromnacht vom 9. auf den 10. November 1938 wurden die Thorarollen öffentlich verbrannt und der Betraum zerstört. Die letzten Schwetzinger Juden wurden 1940 deportiert, woran seit 1978 ein Gedenkstein vor der Betstube in der Zeyherstraße erinnert. 
Verfolgt wurden auch Hitler-Gegner wie der Sozialdemokrat Fritz Schweiger, der 1940 im KZ Dachau ermordet wurde; die Stadt ehrte ihn mit einem Straßennamen. Während des Zweiten Weltkrieges wurden Frauen und Männer aus zahlreichen Ländern nach Deutschland deportiert und auch in Schwetzingen zur Zwangsarbeit eingesetzt. An elf Opfer der Zwangsarbeit, die auf dem Stadtfriedhof begraben sind, erinnert ein VVN-Mahnmal.

## Politik

### Gemeinderat
Der Gemeinderat in Schwetzingen besteht aus den 26 gewählten ehrenamtlichen Gemeinderäten und dem Oberbürgermeister als Vorsitzendem. Der Oberbürgermeister ist im Gemeinderat stimmberechtigt.
Die Kommunalwahl am 9. Juni 2024 führte zu folgendem Ergebnis (mit Vergleichszahlen der Wahl 2019):
|  |  |

| Parteien und Wählergemeinschaften | Parteien und Wählergemeinschaften           | % 2024  | Sitze 2024 | % 2019 | Sitze 2019 | Kommunalwahl 2024 %3020100 29,67 %25,56 %18,41 %17,03 %6,52 %2,81 %n. k. %n. k. % FWCDUGrüneSPDFDPISSLinkeABGewinne und Verlusteim Vergleich zu 2019 %p 6 4 2 0 −2 −4 −6+4,37 %p+3,66 %p−4,39 %p−0,37 %p−0,18 %p+2,81 %p−3,6 %p−2,2 %pFWCDUGrüneSPDFDPISSLinkeAB |
| SFW                               | Schwetzinger Freie Wähler                   | 29,67   | 8          | 25,3   | 6          | Kommunalwahl 2024 %3020100 29,67 %25,56 %18,41 %17,03 %6,52 %2,81 %n. k. %n. k. % FWCDUGrüneSPDFDPISSLinkeABGewinne und Verlusteim Vergleich zu 2019 %p 6 4 2 0 −2 −4 −6+4,37 %p+3,66 %p−4,39 %p−0,37 %p−0,18 %p+2,81 %p−3,6 %p−2,2 %pFWCDUGrüneSPDFDPISSLinkeAB |
| CDU                               | Christlich Demokratische Union Deutschlands | 25,56   | 6          | 21,9   | 6          | Kommunalwahl 2024 %3020100 29,67 %25,56 %18,41 %17,03 %6,52 %2,81 %n. k. %n. k. % FWCDUGrüneSPDFDPISSLinkeABGewinne und Verlusteim Vergleich zu 2019 %p 6 4 2 0 −2 −4 −6+4,37 %p+3,66 %p−4,39 %p−0,37 %p−0,18 %p+2,81 %p−3,6 %p−2,2 %pFWCDUGrüneSPDFDPISSLinkeAB |
| GRÜNE                             | Bündnis 90/Die Grünen                       | 18,41   | 5          | 18,5   | 6          | Kommunalwahl 2024 %3020100 29,67 %25,56 %18,41 %17,03 %6,52 %2,81 %n. k. %n. k. % FWCDUGrüneSPDFDPISSLinkeABGewinne und Verlusteim Vergleich zu 2019 %p 6 4 2 0 −2 −4 −6+4,37 %p+3,66 %p−4,39 %p−0,37 %p−0,18 %p+2,81 %p−3,6 %p−2,2 %pFWCDUGrüneSPDFDPISSLinkeAB |
| SPD                               | Sozialdemokratische Partei Deutschlands     | 17,03   | 4          | 17,4   | 4          | Kommunalwahl 2024 %3020100 29,67 %25,56 %18,41 %17,03 %6,52 %2,81 %n. k. %n. k. % FWCDUGrüneSPDFDPISSLinkeABGewinne und Verlusteim Vergleich zu 2019 %p 6 4 2 0 −2 −4 −6+4,37 %p+3,66 %p−4,39 %p−0,37 %p−0,18 %p+2,81 %p−3,6 %p−2,2 %pFWCDUGrüneSPDFDPISSLinkeAB |
| FDP                               | Freie Demokratische Partei                  | 6,52    | 2          | 6,7    | 2          | Kommunalwahl 2024 %3020100 29,67 %25,56 %18,41 %17,03 %6,52 %2,81 %n. k. %n. k. % FWCDUGrüneSPDFDPISSLinkeABGewinne und Verlusteim Vergleich zu 2019 %p 6 4 2 0 −2 −4 −6+4,37 %p+3,66 %p−4,39 %p−0,37 %p−0,18 %p+2,81 %p−3,6 %p−2,2 %pFWCDUGrüneSPDFDPISSLinkeAB |
| ISS                               | Inklusiv und Sozial für Schwetzingen        | 2,81    | 1          | –      | –          | Kommunalwahl 2024 %3020100 29,67 %25,56 %18,41 %17,03 %6,52 %2,81 %n. k. %n. k. % FWCDUGrüneSPDFDPISSLinkeABGewinne und Verlusteim Vergleich zu 2019 %p 6 4 2 0 −2 −4 −6+4,37 %p+3,66 %p−4,39 %p−0,37 %p−0,18 %p+2,81 %p−3,6 %p−2,2 %pFWCDUGrüneSPDFDPISSLinkeAB |
| Linke                             | Die Linke                                   | –       | –          | 3,6    | 1          | Kommunalwahl 2024 %3020100 29,67 %25,56 %18,41 %17,03 %6,52 %2,81 %n. k. %n. k. % FWCDUGrüneSPDFDPISSLinkeABGewinne und Verlusteim Vergleich zu 2019 %p 6 4 2 0 −2 −4 −6+4,37 %p+3,66 %p−4,39 %p−0,37 %p−0,18 %p+2,81 %p−3,6 %p−2,2 %pFWCDUGrüneSPDFDPISSLinkeAB |
| AB                                | Aktive Bürger                               | –       | –          | 2,2    | 1          | Kommunalwahl 2024 %3020100 29,67 %25,56 %18,41 %17,03 %6,52 %2,81 %n. k. %n. k. % FWCDUGrüneSPDFDPISSLinkeABGewinne und Verlusteim Vergleich zu 2019 %p 6 4 2 0 −2 −4 −6+4,37 %p+3,66 %p−4,39 %p−0,37 %p−0,18 %p+2,81 %p−3,6 %p−2,2 %pFWCDUGrüneSPDFDPISSLinkeAB |
| Gesamt                            | Gesamt                                      | 100 %   | 26         | 100 %  | 26         | Kommunalwahl 2024 %3020100 29,67 %25,56 %18,41 %17,03 %6,52 %2,81 %n. k. %n. k. % FWCDUGrüneSPDFDPISSLinkeABGewinne und Verlusteim Vergleich zu 2019 %p 6 4 2 0 −2 −4 −6+4,37 %p+3,66 %p−4,39 %p−0,37 %p−0,18 %p+2,81 %p−3,6 %p−2,2 %pFWCDUGrüneSPDFDPISSLinkeAB |
| Wahlbeteiligung                   | Wahlbeteiligung                             | 57,07 % | 57,07 %    | 55,7 % | 55,7 %     | Kommunalwahl 2024 %3020100 29,67 %25,56 %18,41 %17,03 %6,52 %2,81 %n. k. %n. k. % FWCDUGrüneSPDFDPISSLinkeABGewinne und Verlusteim Vergleich zu 2019 %p 6 4 2 0 −2 −4 −6+4,37 %p+3,66 %p−4,39 %p−0,37 %p−0,18 %p+2,81 %p−3,6 %p−2,2 %pFWCDUGrüneSPDFDPISSLinkeAB |

### Oberbürgermeister
Der Bürgermeister wird für acht Jahre direkt gewählt und darf sich seit dem 1. April 1993 Oberbürgermeister nennen. Sein ständiger Vertreter ist der „Erste Beigeordnete“ mit der Amtsbezeichnung „Erster Bürgermeister“.
| - 1833–1838: Daniel Helmreich - 1838–1851: Carl Welde - 1851–1855: Josef Vetter - 1855–1865: Johann Wilhelm Ihm - 1865–1883: Heinrich Wittmann - 1883–1898: Karl Mechling - 1898–1904: Heinrich Häfner - 1904–1910: Jean Wipfinger - 1910–1914: Wilfried Hartmann - 1914–1923: Jakob Reinhard, gewählter Bürgermeister - 1914–1918: Georg Pitsch, amtierender Bürgermeister - 1923–1929: Johannes Götz, zunächst nur kommissarisch - 1929–1930: Leopold Stratthaus, kommissarisch - 1930–1933: Arthur Trautmann | - 1933–1945: Arthur Stober - 1945: Ernst Karl - 1945–1948: Valentin Gaa (CDU) - 1948–1954: Franz Dusberger (SPD) - 1954–1961: Hans Kahrmann - 1961–1962: Adolf Schmitt, amtierender Bürgermeister - 1962–1981: Kurt Waibel (SPD) - 1981–1982: Walter Bährle, amtierender Bürgermeister - 1982–1998: Gerhard Stratthaus (CDU) - 1999–2007: Bernd Kappenstein (CDU) - 2007–2008: Bernd Junker (SWF 97, Abspaltung Freie Wähler) - 2008–2024: René Pöltl (parteilos; Freie Wähler) - seit 2024: Matthias Steffan (parteilos) |

### Wappen
Wappenbeschreibung: In geteiltem Schild oben in Schwarz ein linksgewendeter, wachsender, rot bewehrter und rot bezungter, goldener Löwe, unten in Blau ein silberner Ring.
Der Löwe symbolisiert die Kurpfalz, zu der Schwetzingen bis 1803 gehörte. Der Ring war ursprünglich als Rad abgebildet und entstammt dem Siegel des Hans von Schwetzingen, genannt Wagentreiber, der als Verwandter der Herren von Erligheim mit der Schwetzinger Burg in Verbindung stand. Es handelt sich also um ein sogenanntes redendes Wappen. Aus dem Rad wurde später der Ring. Diese Abbildungen (Löwe und Ring) übernahm die Gemeinde in ihre Siegel und 1898 wurde hieraus das Wappen amtlich festgelegt.
Die Stadtflagge ist Weiß-Blau.

### Städtepartnerschaften
Schwetzingen unterhält mit folgenden Städten Städtepartnerschaften:
- Lunéville, Frankreich, seit 1969
- Pápa, Ungarn, seit 1992
- Spoleto, Italien, seit 2005
- Fredericksburg, Vereinigte Staaten, seit 2012
- Karlshuld-Neuschwetzingen, Bayern, seit 2018
- Schrobenhausen, Bayern, seit 2018
- Wachenheim an der Weinstraße, Rheinland-Pfalz, seit 2018

### Nachbarschaftsverband
Schwetzingen gehört zum Nachbarschaftsverband Heidelberg-Mannheim, dessen Aufgabe es ist, den regionalen Flächennutzungsplan zu erstellen.

## Kultur und Sehenswürdigkeiten

### Schloss und Schlossgarten

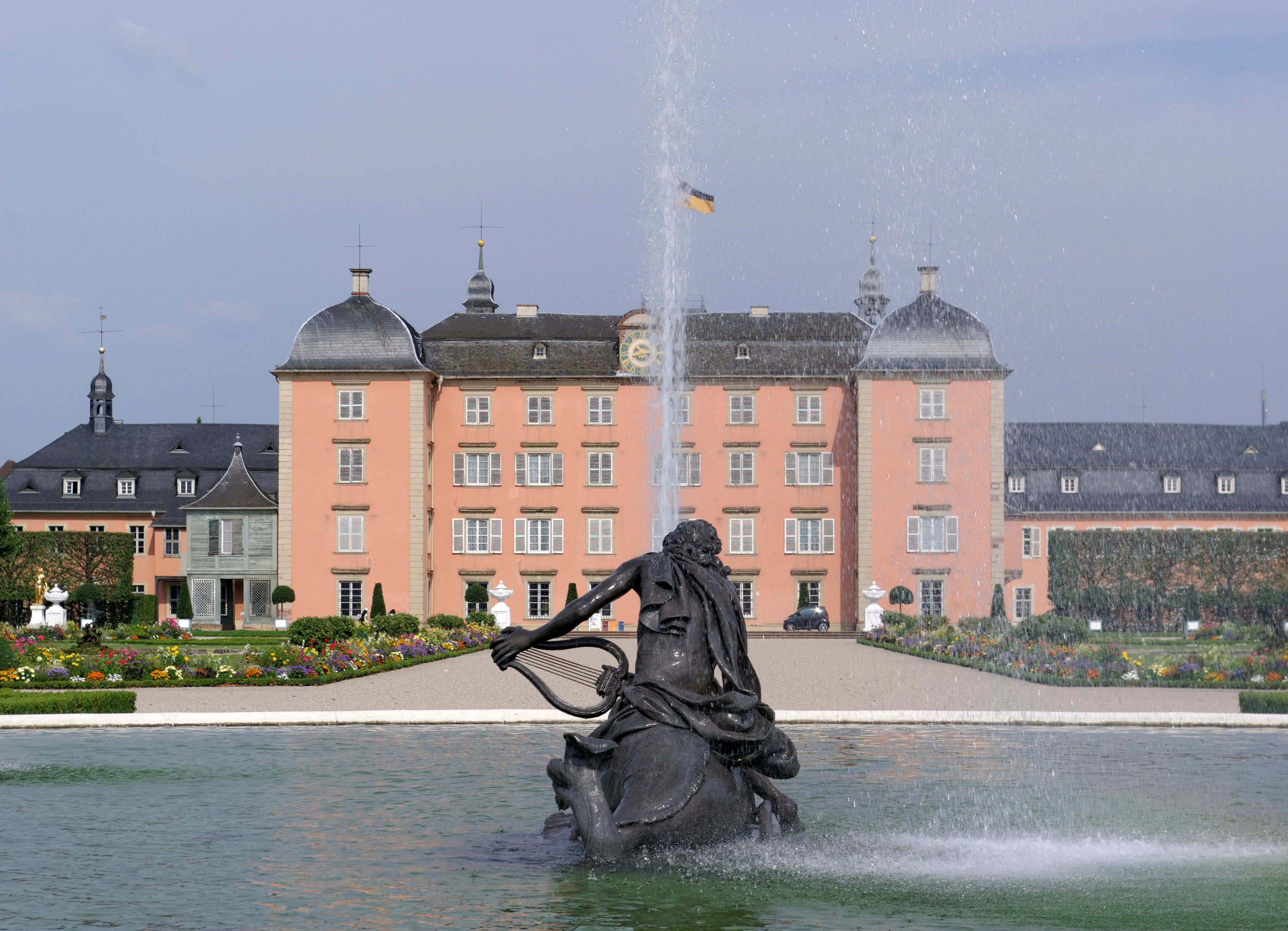
Schwetzinger Schloss von Westen (Schlossgarten)

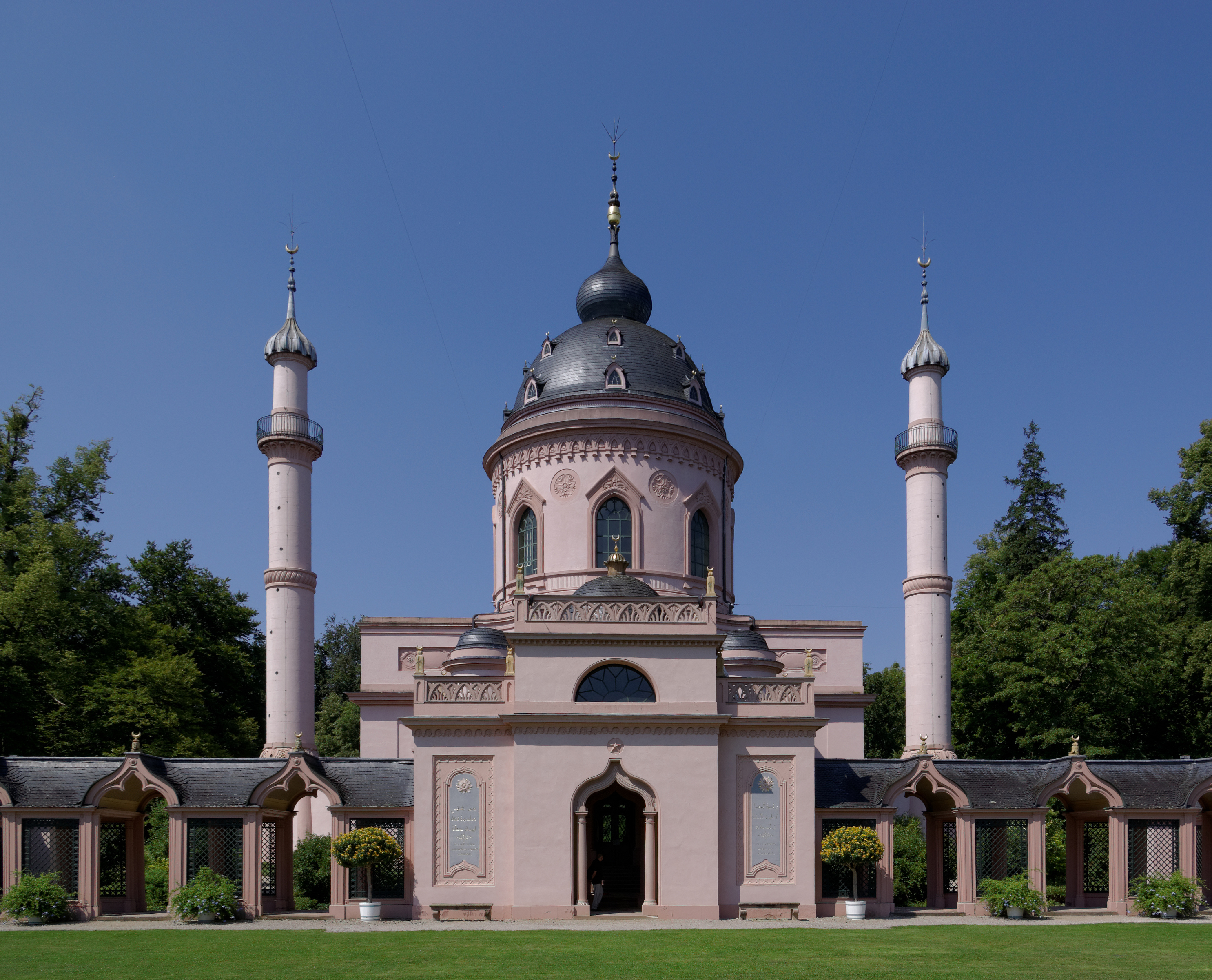
Moschee im Schlossgarten

Das Schloss Schwetzingen ist die ehemalige Sommerresidenz der Kurfürsten von der Pfalz und Wahrzeichen der Stadt. So zogen Schloss und Parkanlage im Jahr 2017 über 700.000 Besucher an. Vor allem in der Zeit vor Kurfürst Karl Theodor, aber auch während seiner Regierungszeit, diente Schwetzingen auch zu Zwecken der Jagd. Berühmt ist neben dem Schloss auch der zugehörige Garten (Park mit Gebäuden), der sich von einem typischen Barockgarten nahe dem Hauptgebäude des Schlosses und entlang der Mittelachse zum englischen Gartenstil in den Randbereichen hin erweitert. Geplant wurde er von dem bekannten Landschaftsarchitekten Friedrich Ludwig von Sckell.
Sehenswert im Schlossgarten sind unter anderem das sogenannte Rokokotheater im rechten Zirkelbau von 1752 (der Innendekoration nach eigentlich frühklassizistisch), die Orangerie, das Badhaus (villenartiger Bau mit kostbaren Innenräumen als Rückzugsort für Kurfürst Karl Theodor), der Apollotempel mit dem Heckentheater, die als antike Ruinen gestalteten Bauten des sogenannten römischen Wasserkastells und des Merkur-Tempels, die Moschee (erbaut 1779 bis 1796), der Minerva-Tempel und der Arionbrunnen.
2007 wurde erstmals ein Antrag auf Aufnahme der kurpfälzischen Sommerresidenz Schwetzingen in das Welterbeverzeichnis der UNESCO verabschiedet. 2009 zog die Stadt diesen Antrag zurück, um ihn zu überarbeiten. Er wurde von der Bundesrepublik Deutschland im Jahr 2011 erneut gestellt und im Sommer 2012 abermals zurückgezogen. Ob es zu einem erneuten Versuch kommt, erscheint fraglich.

### Theater

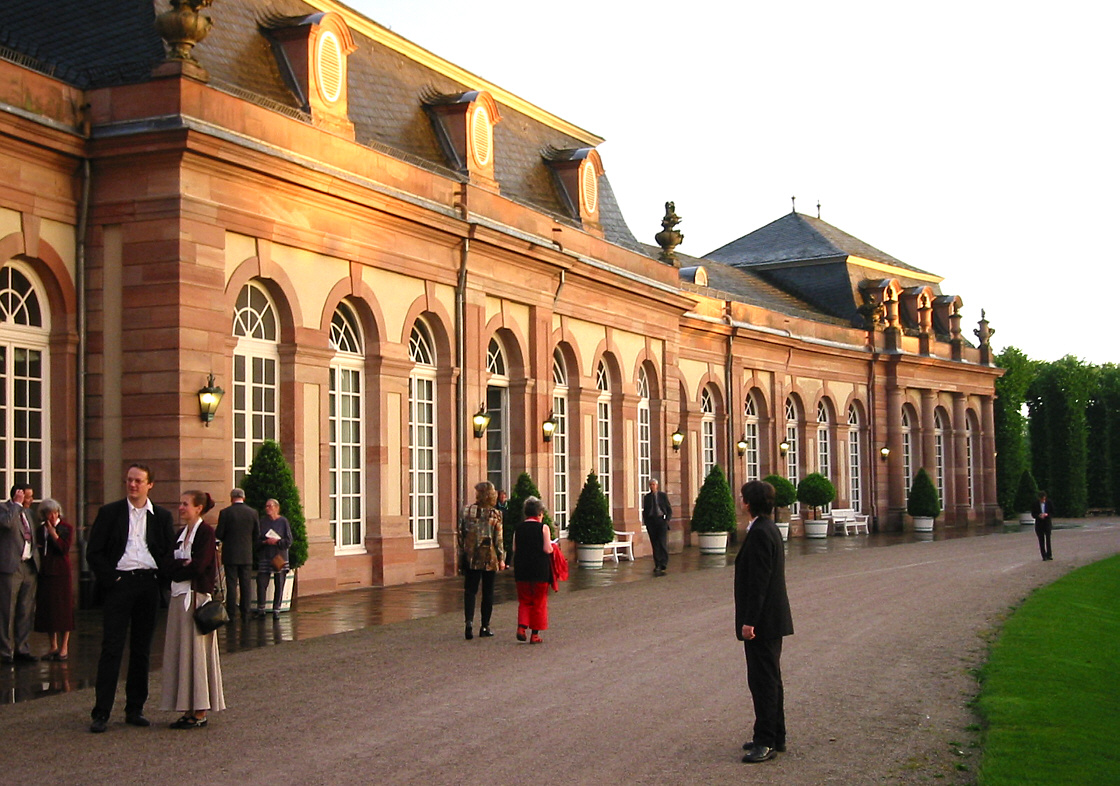
Zirkelbau des Schlosses, genutzt als Konzertsaal der Schwetzinger Festspiele

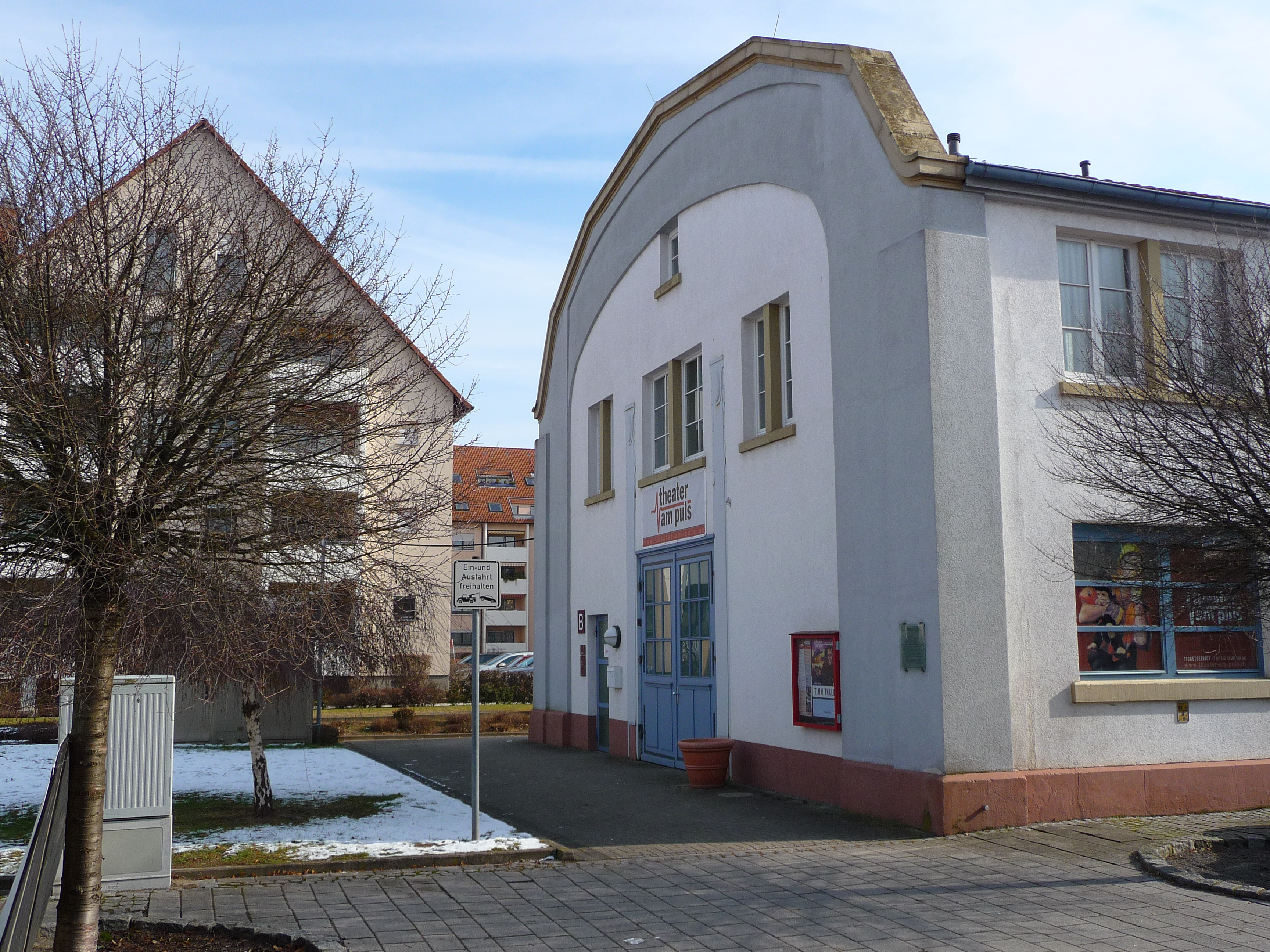
Theater am Puls

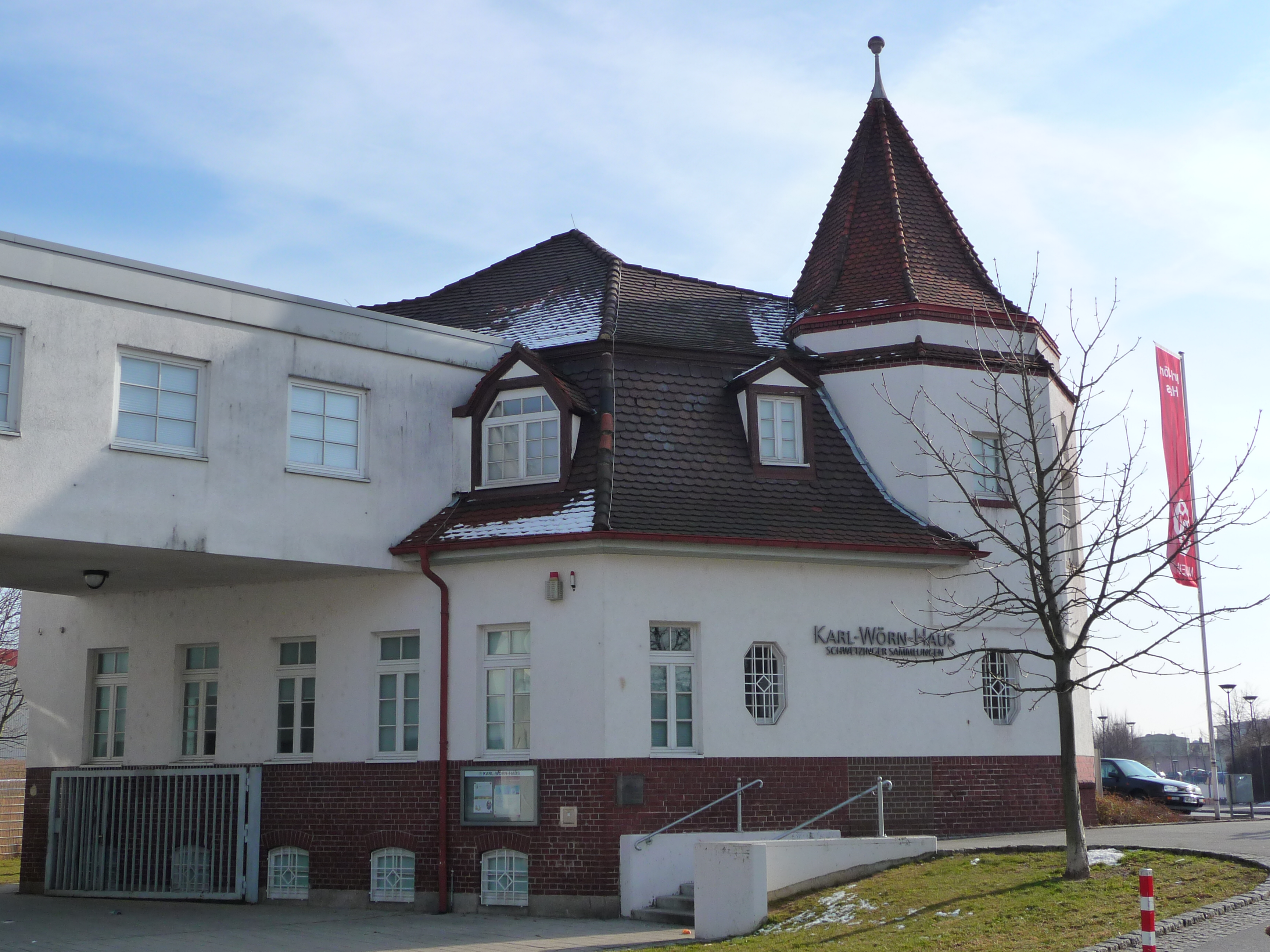
Karl-Wörn-Haus

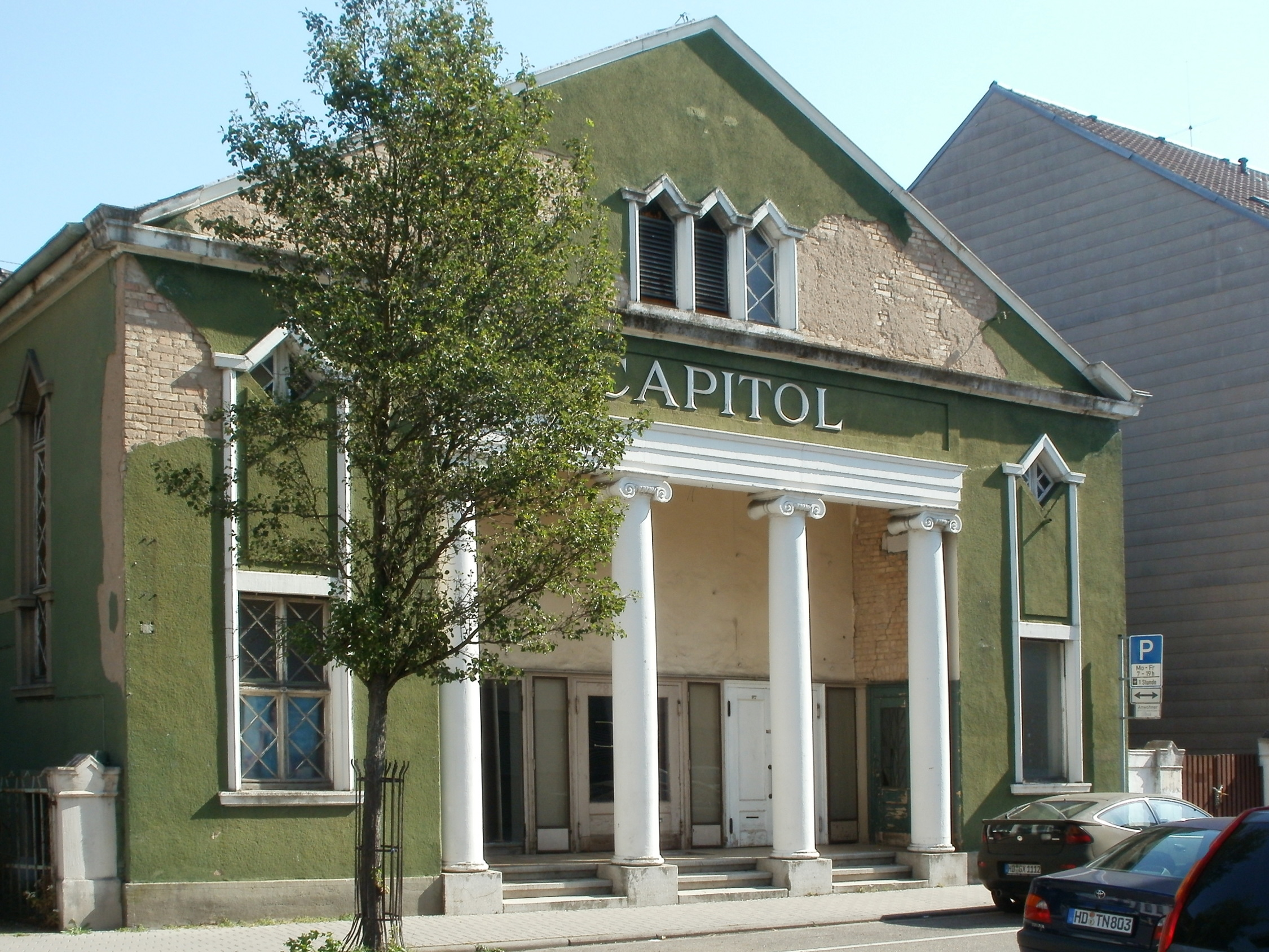
Das ehemalige Kino Capitol

Das ehemalige Hoftheater im Schlosskomplex (sogenanntes Rokokotheater) wurde 1752 von Nicolas de Pigage als Theater der kurpfälzischen Sommerresidenz erbaut. Der Innenraum in den Formen des Frühklassizismus ist seit 1952 Spielstätte der Schwetzinger Festspiele.
Das Schwetzinger theater am puls, das von Joerg S. Mohr geleitet wird, hat nach wechselnden Lokalitäten zunächst erfolgreiche Spielzeiten in der Alten Wollfabrik erlebt, seit 2006 aber eine feste Bleibe im Bassermannhaus gefunden und nennt sich seitdem auch Theater der Stadt Schwetzingen.

### Museen
Das Museum Blau ist ein 2017 eröffnetes Museum, das sich mit der blauen Farbe beschäftigt.
Im Karl-Wörn-Haus – Haus Schwetzinger Sammlungen befindet sich ein stadtgeschichtliches Museum.
XYLON – Museum + Werkstätten e. V. ist ein Zentrum für bildende Kunst mit Schwerpunkt auf dem künstlerischen Hochdruck.

### Weitere Bauwerke
Das Rathaus wurde 1821 vom badischen Kreisbaumeister Jacob Friedrich Dyckerhoff im Stile von dessen Lehrer Weinbrenner erbaut und in den Jahren 1889, 1912 und 1919 erweitert. Ab dem Jahr 2000 erfolgten intensive Restaurierungsarbeiten.

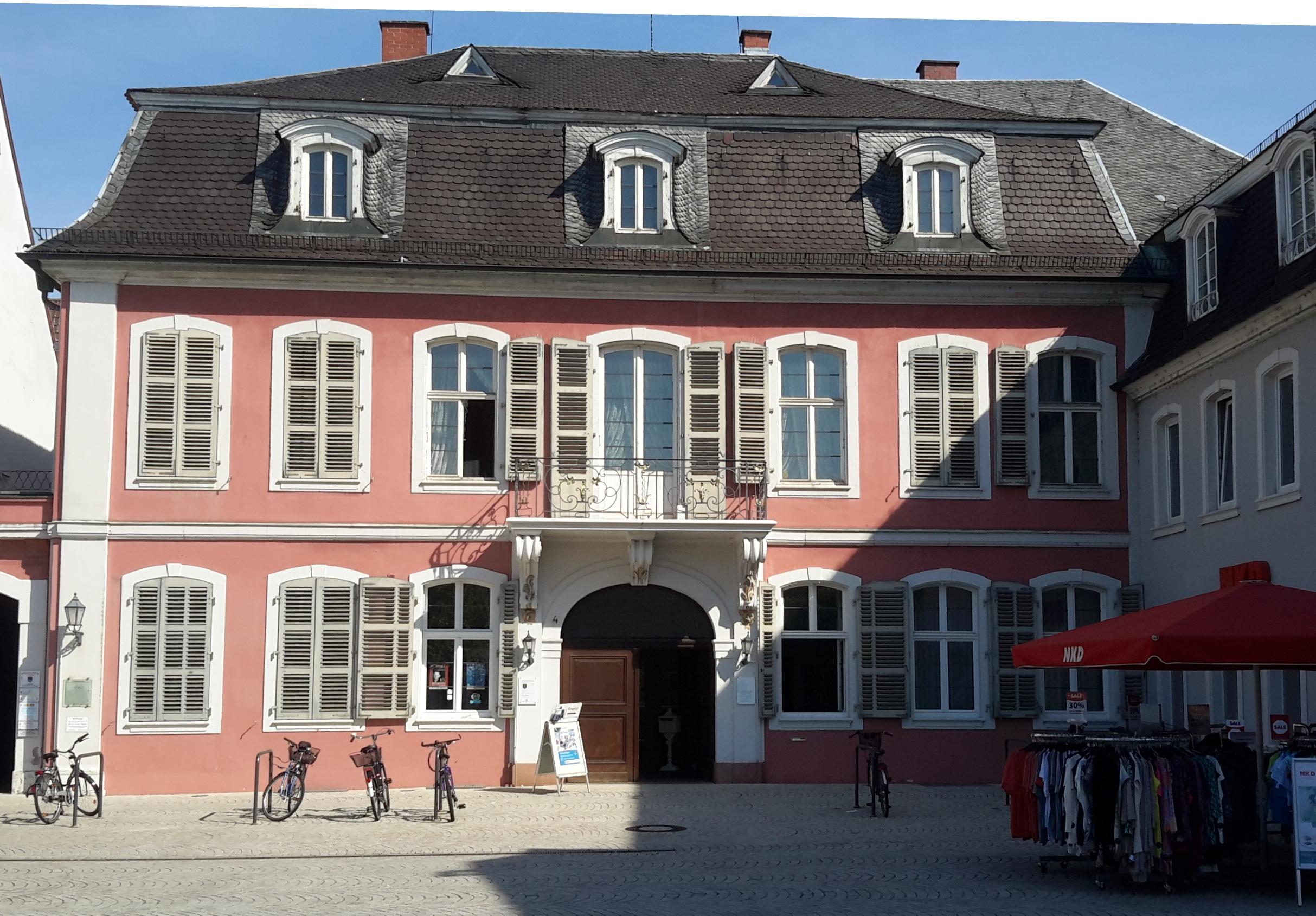
Das Rabaliatti-Haus am Schlossplatz

Das vornehme Wohnhaus von Jesuitenpater Franz Joseph Seedorf wurde im Auftrag des Kurfürsten Carl Theodor 1748 mit Kameralmitteln finanziert und von Franz Wilhelm Rabaliatti am damals neuen Schlossplatz erbaut. 1817 kam das Haus in Privatbesitz, und der Besitzer ließ die Schildgerechtigkeit des Wirtshauses „Zum Goldenen Hirsch“ darauf übertragen. Heutzutage ist es bekannt als Palais Hirsch und dient Veranstaltungen. Ebenso am Schlossplatz noch vorhanden ist Rabaliattis 1755 erbautes eigenes Wohnhaus.
In der die Hauptachse des Schlossgartens verlängernden Carl-Theodor-Straße ist der 1750–1752 im Auftrag des kurpfälzischen Generalissimus Prinz Friedrich von Pfalz-Zweibrücken erbaute Marstall noch hervorzuheben, vor allem die prunkvoll mit fürstlichen Wappen bekrönte Hofeinfahrt. Das Gebäude war die Kaserne der Badischen Gelben Dragoner.
Gegenüber der evangelischen Stadtkirche befindet sich die ehemalige Friedrichschule, erbaut 1842 im spätklassizistischen Stil.
Im Stadtbild auffällig und auch architektonisch bemerkenswert sind einige Gebäude, die von ortsansässigen Unternehmen errichtet wurden: das Sudhaus der 1752 gegründeten Welde-Brauerei, errichtet 1934 im Bauhaus-Stil, ein weiteres altes Sudhaus einer anderen Brauerei sowie das 1910 erbaute Direktionsgebäude der ehemaligen Bassermann'schen Konservenfabrik, heute bekannt als Karl-Wörn-Haus (siehe Museen).
Als ein Kulturdenkmal des 20. Jahrhunderts kann das ehemalige Kino Capitol in der Herzogstraße angesehen werden, das jedoch seit 1976 dem Verfall preisgegeben ist.
Nicht zuletzt ist auch der Neubau der Bezirkssparkasse Schwetzingen von 1995 zu nennen. In Schwetzingen hat sich auch neue Architektur im Stadtkern etabliert. So wurde beispielsweise 2005 durch den Schwetzinger Architekten Hans-Jürgen-Vieth nach zuvor durchgeführtem Architektenwettbewerb das Musik- und Kulturzentrum im rückwärtigen Bereich und in Verbindung mit der ehemaligen Friedrichschule errichtet. In unmittelbarer Nähe entstand 2007 nach einem verheerenden Brand des Vorgängerbaus das neue „Lutherhaus“ als evangelisches Gemeindehaus. Architekten waren hier Thomas Link und Uwe Schmidt aus Heidelberg. Abgerundet wurde dieser Bereich durch die Neugestaltung der „Kleinen Planken“ (eine Straße, in Anlehnung an die Planken im benachbarten Mannheim sowie an den früher als „Schloßplanken“  bezeichneten Schwetzinger Schlossplatz benannt) durch den Landschaftsarchitekten Tobias Mann aus Kassel.
Folgende Kirchengebäude gibt es im Stadtgebiet:
- Katholische Kirche St. Pankratius (1736/38, Turm von 1755, Kirchenschiff umgebaut und erweitert 1763/65)
- Evangelische Stadtkirche (1756, erweitert und mit Turm versehen 1884/88, nochmals erweitert 1912/13)
- Katholische Kirche St. Maria (1958)
- Katholische Kirche St. Josef in Hirschacker
- Evangelisches Gemeindezentrum Melanchthon (1964)
- Neuapostolische Kirche

### Denkmale
Seit 2013 erinnert das Denkmal Spiegel der Geschichte an die Opfer des Nationalsozialismus in Schwetzingen. Gemeinsam mit der jüdischen Gedenkstätte bildet es die Achse der Erinnerung.

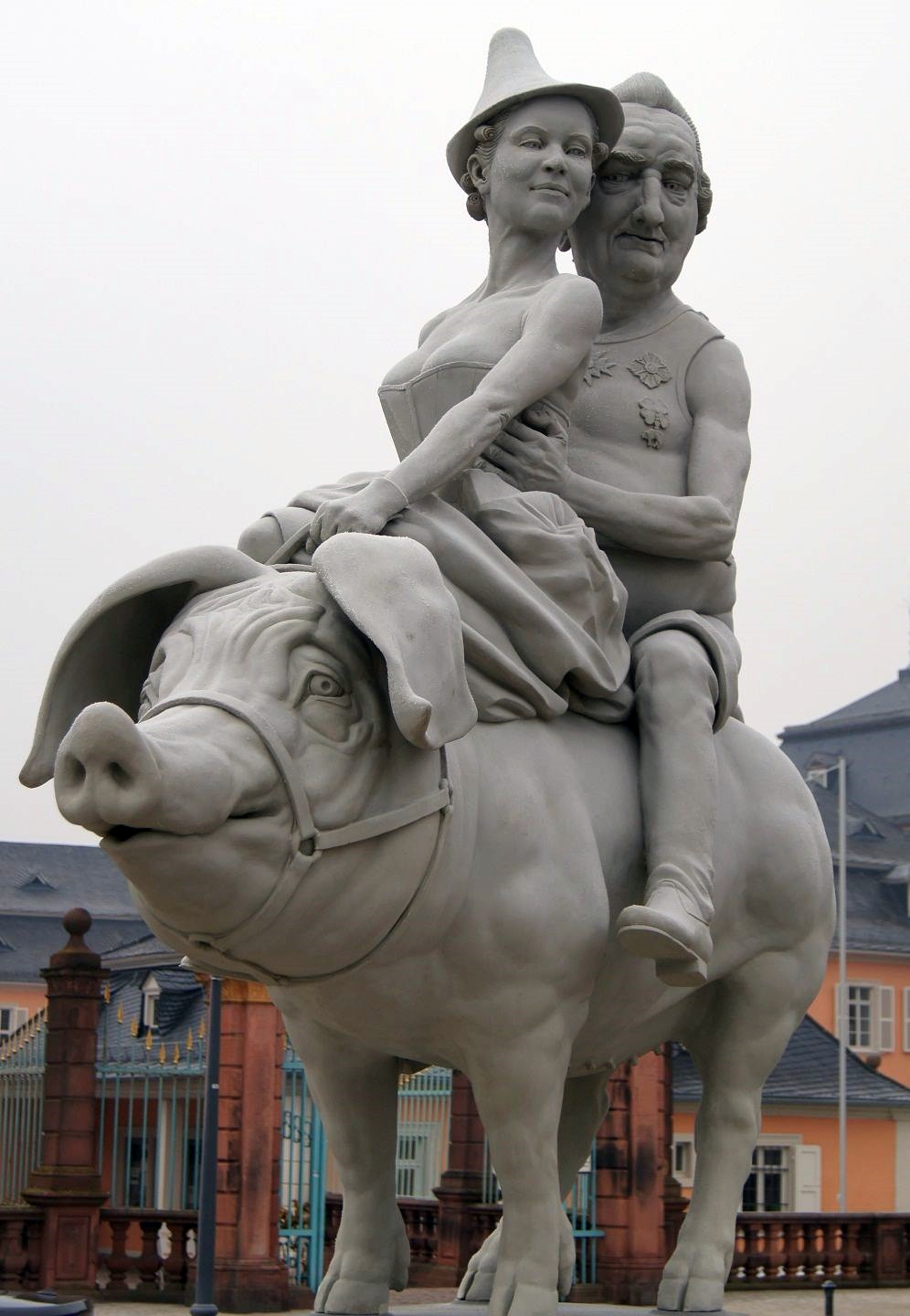
Glücksschwein, Schlossplatz

Auf dem Schlossplatz steht seit 2016 die Skulptur Glücksschwein von Peter Lenk, die den leichtbekleideten Kurfürsten Carl Theodor mit einer Mätresse auf einer Sau reitend zeigt. Lenk bezieht sich auf ein Zitat des Preußenkönigs Friedrich II., der den Kurfürsten selber als Glücksschwein bezeichnet hatte.
Auf dem gleichen Platz befindet sich auch das Denkmal der Spargelfrau von Franz Müller-Steinfurth, das dem Verkauf der regionalen Gemüsespezialität gewidmet ist.
Der Bananensprayer Thomas Baumgärtel hat 2008 am Palais Hirsch und an der Orangerie zwei seiner Kunstwerke hinterlassen.
Ein Projekt des Jahres 2016 sind zwölf Jubiläumsbänke, die Ereignissen der Stadtgeschichte gewidmet sind.

### Sport

#### Vereine und Veranstaltungen
- Der TV Schwetzingen 1864 (kurz TV64) bietet viele verschiedenen Sportarten an.
- Die HG Oftersheim/Schwetzingen spielte in der 3. Handball-Liga und aktuell (Saison 2023/24) in der Oberliga Baden-Württemberg.
- Der SV 98 Schwetzingen spielt in der Fußball-Verbandsliga Nordbaden.
- Fortuna 96 Schwetzingen ist ein Badmintonverein, der mit zwei Mannschaften in der Verbandsliga Nordbaden vertreten ist.[18]
- Die 1910 gegründete und 1955 wiedergegründete DJK 1910 Schwetzingen bietet Inlinehockey, Baseball, Bogenschießen, Hundesport und Fußball.
- Der erste Mittelalterverein zu Schwetzingen Signum Libere Suezzingen e. V. bietet eine Förderung alter Kampfkünste wie Schwertkampf, Tjosten, Bogenschießen und anderes von der Antike bis zum Mittelalter.
- Der 1959 gegründete Verein FC Badenia 1959 e. V. Schwetzingen-Hirschacker bietet Tennis und Fußball an.
- Der Radsportverein Kurpfalz e. V. Schwetzingen widmet sich seit dem Gründungsjahr 1976 intensiv dem Radsport und unterhält eine Lizenzmannschaft in der höchsten, deutschen Amateurklasse.
- Der „Spargellauf“ ist eine Sportveranstaltung, die nahezu jedes Jahr im April im und um den Schlossgarten herum stattfindet[19]

#### Inklusion
2021 bewarb sich die Stadt als Host Town für die Gestaltung eines viertägigen Programms für eine internationale Delegation der Special Olympics World Summer Games 2023 in Berlin. 2022 wurde sie als Gastgeberin für Special Olympics Jamaika ausgewählt. Die Delegation umfasste 65 Personen. Damit wurde die Stadt Teil des größten kommunalen Inklusionsprojekts in der Geschichte der Bundesrepublik mit mehr als 200 Host Towns.

### Vereine und Gesellschaft
Neben zahlreichen Sportvereinen gibt es in Schwetzingen auch andere Vereinigungen. Der Tierschutzverein Schwetzingen und Umgebung e. V. wurde 1995 gegründet, unterhält eine eigene Katzenauffangstation und setzt sich für den Schutz sowie die Vermittlung von Tieren ein. Zudem betreibt der Verein Aufklärungsarbeit zu allgemeinen Tierschutzthemen und sammelt Spenden zur Unterstützung seiner Arbeit.

### Regelmäßige Veranstaltungen

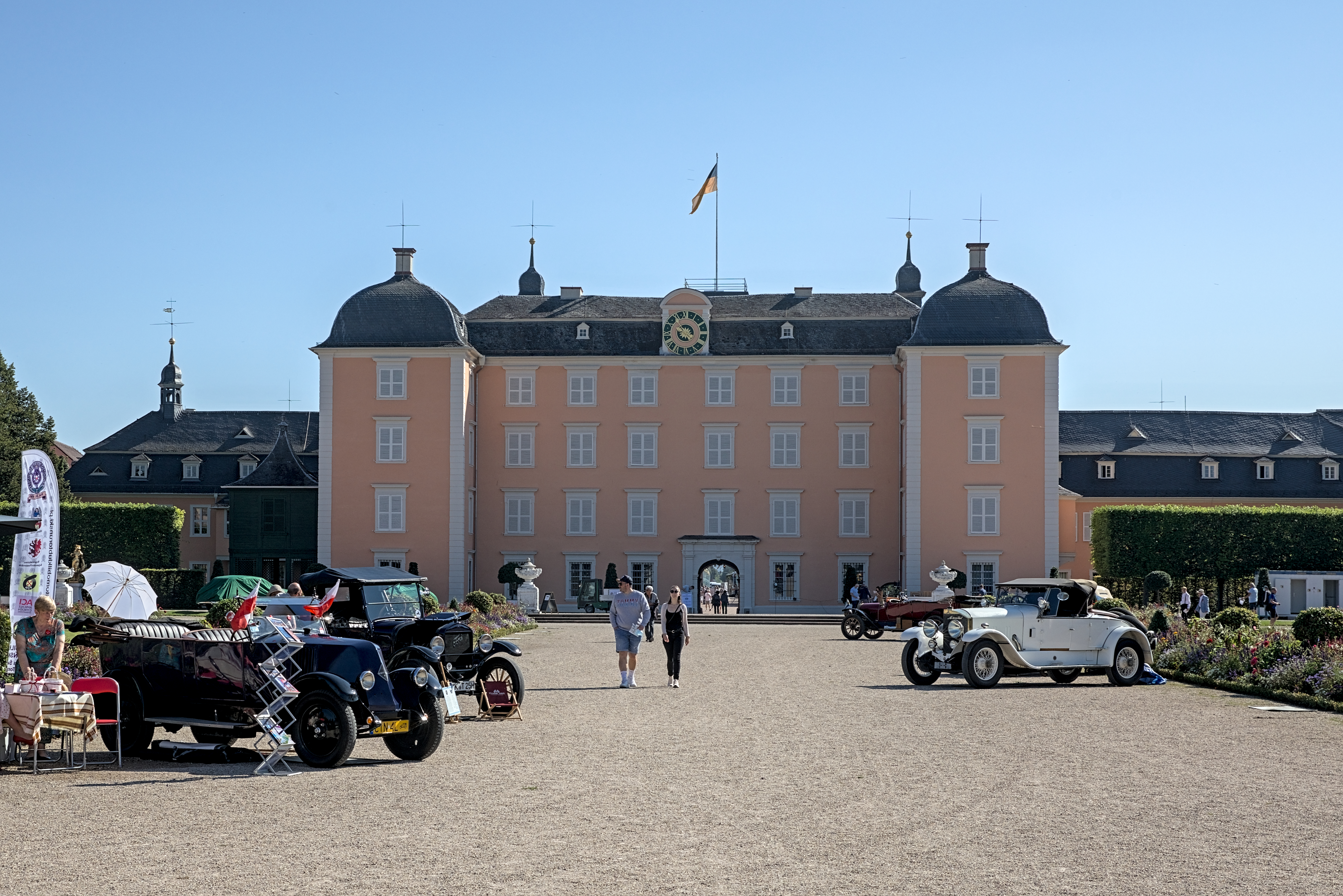
Concours d’Elegance 2021

- Februar/März: Traditioneller Kurpfälzer Fastnachtszug am Fastnachtsdienstag
- Ende April-Anfang Juni: Schwetzinger Festspiele des SWR, international beachtetes Festival für klassische und zeitgenössische Musik, Musiktheater und Theater
- April: Spargellauf
- Mai: Am ersten Wochenende findet das Schwetzinger Spargelfest statt.
- 21. Juni: Fête de la Musique
- Sommer: Musik im Park (Im Jahr 2007 zum Beispiel mit Katie Melua, The Boss Hoss, Sasha und Nena)
- Juli: Schwetzinger Orgelsommer, Einzelkonzerte an vier Sonntagen
- Juli: Lichterfest im Schlossgarten (findet im 2-Jahresrhythmus statt)
- Juli: Mittelalter-Markt zu Schwetzingen
- September: Concours d’Elegance (aka "Classic Gala", Oldtimer-Show im Barockgarten des Schlosses)
- September/Oktober: Schwetzinger Mozartfest
- Oktober: Kerwe
- Dezember: Schwetzinger Weihnachtsmarkt

### Ferienstraßen
Schwetzingen liegt an drei touristischen Straßen:
- Badische Spargelstraße, die von Schwetzingen nach Lichtenau-Scherzheim führt.
- Bertha Benz Memorial Route, von Mannheim nach Pforzheim und über Schwetzingen wieder zurück nach Mannheim.
- Burgenstraße, von Mannheim über Schwetzingen nach Prag.

### Theodor-Heuss-Kulturpreis
In Schwetzingen wird seit 2017 der von der FDP Rhein-Neckar gestiftete Theodor-Heuss-Kulturpreis im zweijährigen Rhythmus vergeben.

## Wirtschaft und Infrastruktur

### Wirtschaft
In Schwetzingen sind neben den ehemaligen Pfaudler Werken, Möbel Höffner und der Unternehmensgruppe Pfitzenmeier viele kleine und mittelständische Unternehmen ansässig.
Der Tourismus hat in Schwetzingen einen hohen Stellenwert eingenommen, was zu einem großen Angebot an Gastronomie und Hotellerie führte.
2004 arbeiteten in Schwetzingen 6.077 versicherungspflichtig Beschäftigte.
Bis zur Vereinigung mit der Marke „Sonnen“ in den 1960er Jahren (zur noch heute existierenden Marke Sonnen Bassermann) wurden in Schwetzingen Konserven der Marke Bassermann hergestellt.

### Verkehr

#### Fernstraßen
Schwetzingen liegt verkehrsgünstig mit direkten Anschlüssen an die Autobahnen A 5 (Anschlussstelle Heidelberg/Schwetzingen) und A 6 (Anschlussstellen Schwetzingen/Hockenheim und Mannheim/Schwetzingen), die direkte Verbindungen in alle Richtungen ermöglichen. Alle drei Anschlussstellen sind als vollständige Kleeblätter ausgebaut; auf Schwetzinger Gemarkung liegen nur die beiden Anschlussstellen zur A 6.
Durch die Stadt verlief in nordsüdlicher Richtung die Bundesstraße B 36. Eine westliche Umgehung, die Landesstraße 599, wurde schon in den 1990er Jahren zwischen den Autobahnanschlussstellen Mannheim/Schwetzingen und Schwetzingen/Hockenheim gebaut und gilt seit der Abstufung der B 36 zwischen den beiden Anschlussstellen 2009 inoffiziell als deren neuer Verlauf. Die Abstufung der Bundesstraße erleichterte die Neugestaltung des Schlossplatzes. Seit 2004 laufen die Arbeiten an der Umgehungsstraße (B 535) zwischen den Autobahnknoten Heidelberg/Schwetzingen und Mannheim/Schwetzingen, deren erste Bauabschnitte von Mannheim her kommend bis Schwetzingen-Zentrum Ende 2006 eröffnet wurden und die inzwischen durchgehend befahrbar ist. Im Südwesten zweigt von der B 39 die B 291 ab, die entlang der Neubaugebiete Schälzig und Oftersheim-Nordwest an der südlichen Nachbargemeinde vorbei durch den Hardtwald Richtung Walldorf führt.

#### Eisenbahn

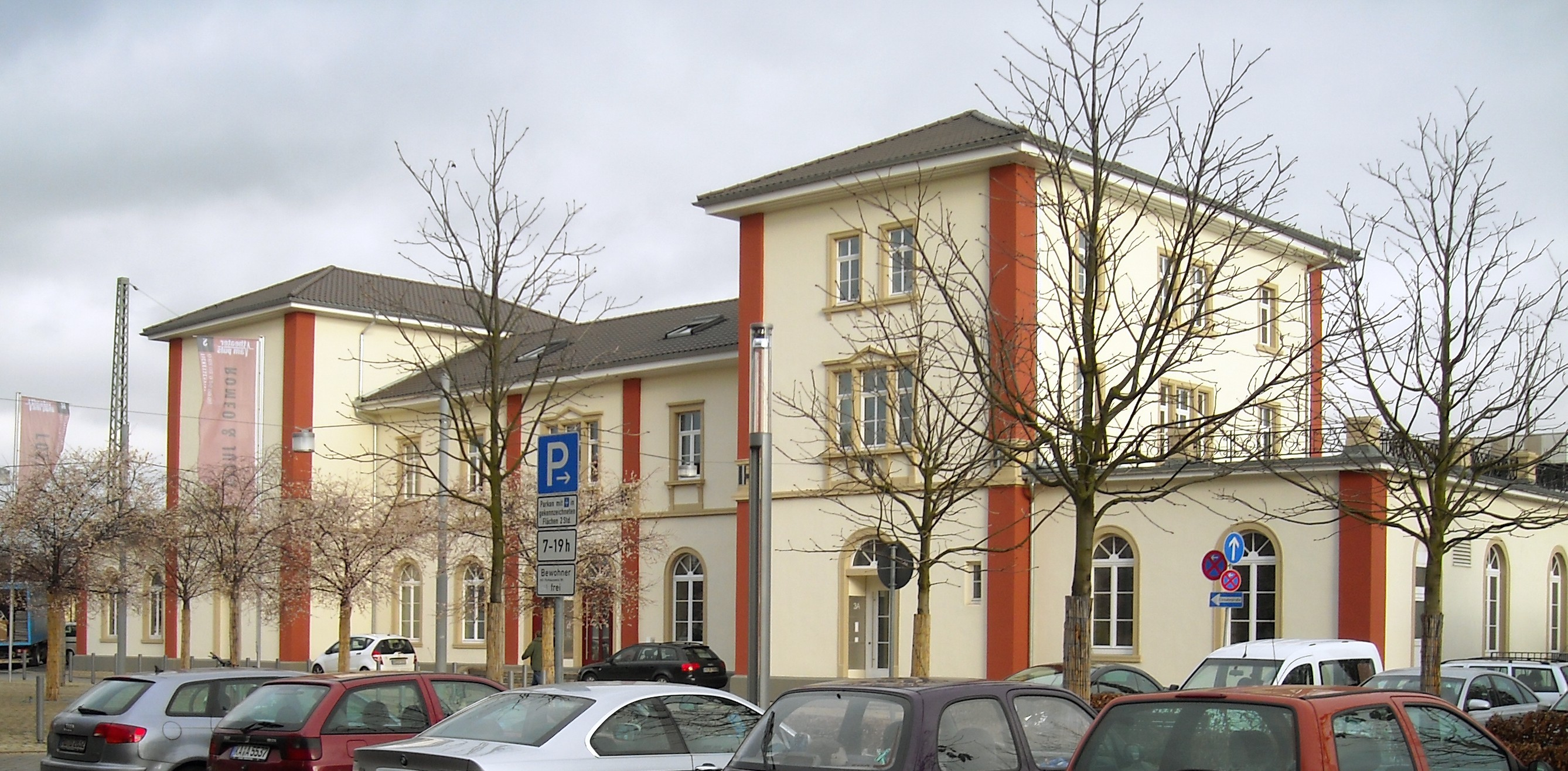
Bahnhof Schwetzingen (Dez. 2008)

Seit 1870 hat die Stadt einen Anschluss an die Bahnstrecke Mannheim–Karlsruhe, der Bahnstrecke Mannheim–Rastatt. Hierauf bewegt sich sowohl Regional- als auch Transportverkehr, zudem verkehrt auf dieser Bahnstrecke auch die S-Bahn RheinNeckar mit der Linie S9 im Korridor Mannheim-Karlsruhe. Neben dem Bahnhof Schwetzingen im Stadtzentrum gibt es auf dieser Strecke zusätzlich die Haltestelle Schwetzingen-Hirschacker im gleichnamigen Schwetzinger Stadtteil. Eine weitere Haltestelle in der Nordstadt ist im Zuge des S-Bahn-Ausbaus zum Fahrplanwechsel im Dezember 2024 fertiggestellt worden. Bis 1967 führte auch die heute stillgelegte Bahnstrecke Heidelberg–Speyer durch Schwetzingen. Die Schnellfahrstrecke Mannheim–Stuttgart tangiert das Stadtgebiet im Norden mit dem Pfingstbergtunnel und führt westlich vorbei.
2007 wurde das Bahnhofsgebäude vom IIB Institut innovatives Bauen aufgekauft und kernsaniert.

#### Öffentlicher Personennahverkehr
Von 1910 bis 1938 verkehrte die Straßenbahn Schwetzingen–Ketsch. Zwischen 1927 und 1973 endete außerdem eine Straßenbahnlinie der Heidelberger Straßen- und Bergbahn AG von Eppelheim und Plankstadt her in Schwetzingen. Heute führen Buslinien des Busverkehr Rhein-Neckar in die Nachbargemeinden und die Städte Mannheim und Heidelberg. Schwetzingen gehört zum Tarifgebiet des Verkehrsverbunds Rhein-Neckar. Die zwei Stadtbuslinien in Schwetzingen sowie die im Stadtgebiet liegende Teilstrecke der Linie 711 können seit Januar 2023 kostenlos benutzt werden. Zudem besitzt Schwetzingen einen Bahnhof, durch den Züge der Deutschen Bahn in die Richtungen Karlsruhe und Mannheim verkehren. Seit Dezember 2019 verkehren zweistündlich Züge des Main-Neckar-Ried-Express nach Frankfurt (Main).

#### Radverkehr
Durch Alltagsrouten aus dem Radnetz Baden-Württemberg ist Schwetzingen
- mit Mannheim,
- über Oftersheim und Hockenheim mit Waghäusel und Karlsruhe und
- in Oftersheim (Ortsteil Hardtwaldsiedlung) abzweigend über Walldorf mit Wiesloch verbunden.

Schwetzingen ist Mitglied der AGFK (Arbeitsgemeinschaft Fahrrad- und Fußverkehrsfreundlicher Kommunen) in Baden-Württemberg.

### Medien
In Schwetzingen erscheint als Tageszeitung die Schwetzinger Zeitung und eine Regionalausgabe der Rhein-Neckar-Zeitung (Schwetzinger Nachrichten). Außerdem erscheint jeden Mittwoch eine Ausgabe der Schwetzinger Woche, die allen Schwetzinger Bürgern kostenlos zugestellt wird. In dieser Zeitung wird über lokale Aktivitäten in Schwetzingen berichtet. Seit dem 1. Januar 2008 hat in Schwetzingen der regionale Fernsehsender tvregional seinen Sitz. Er berichtet über aktuelle Ereignisse aus Schwetzingen und der Metropolregion.

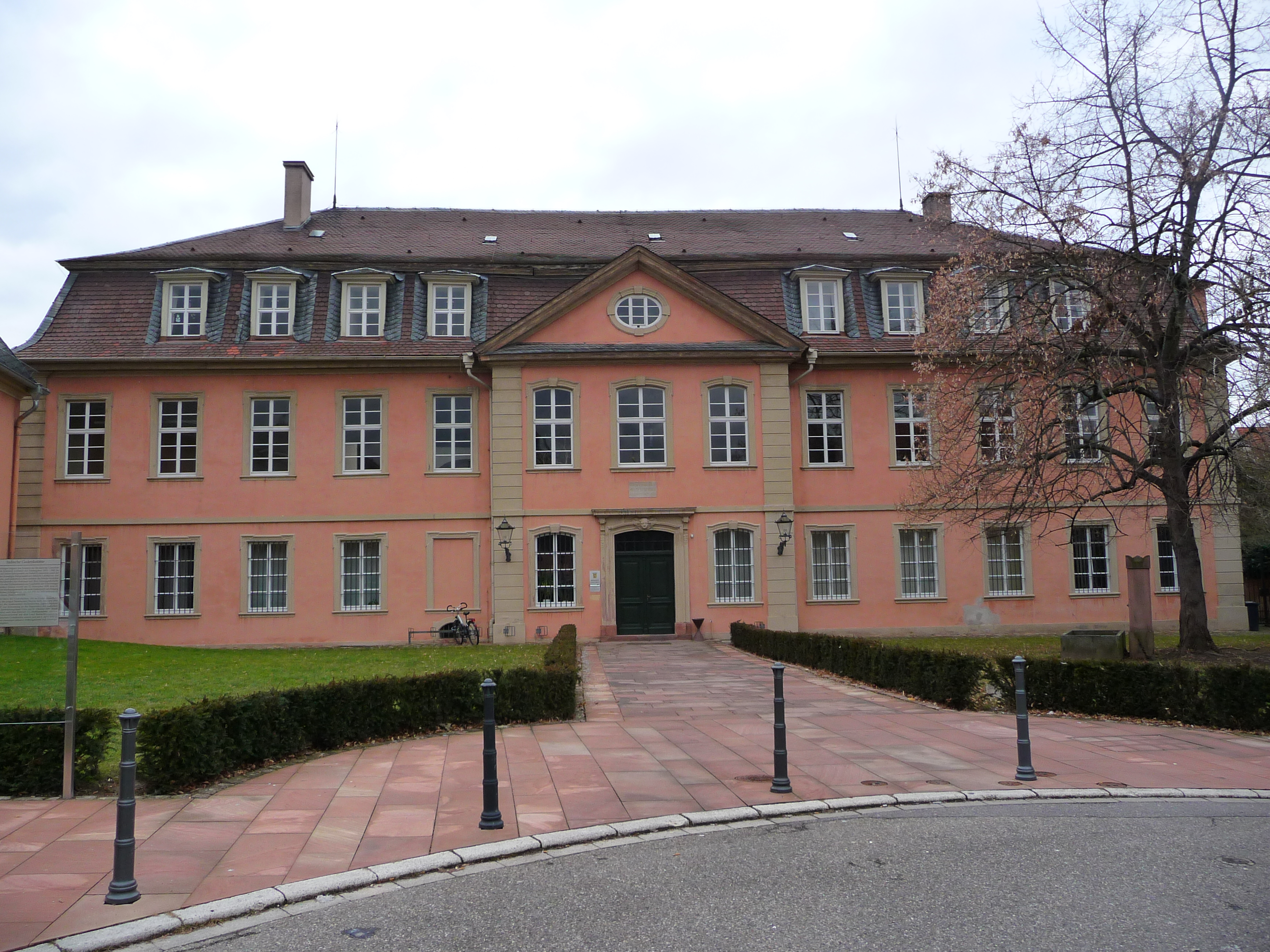
Amtsgericht

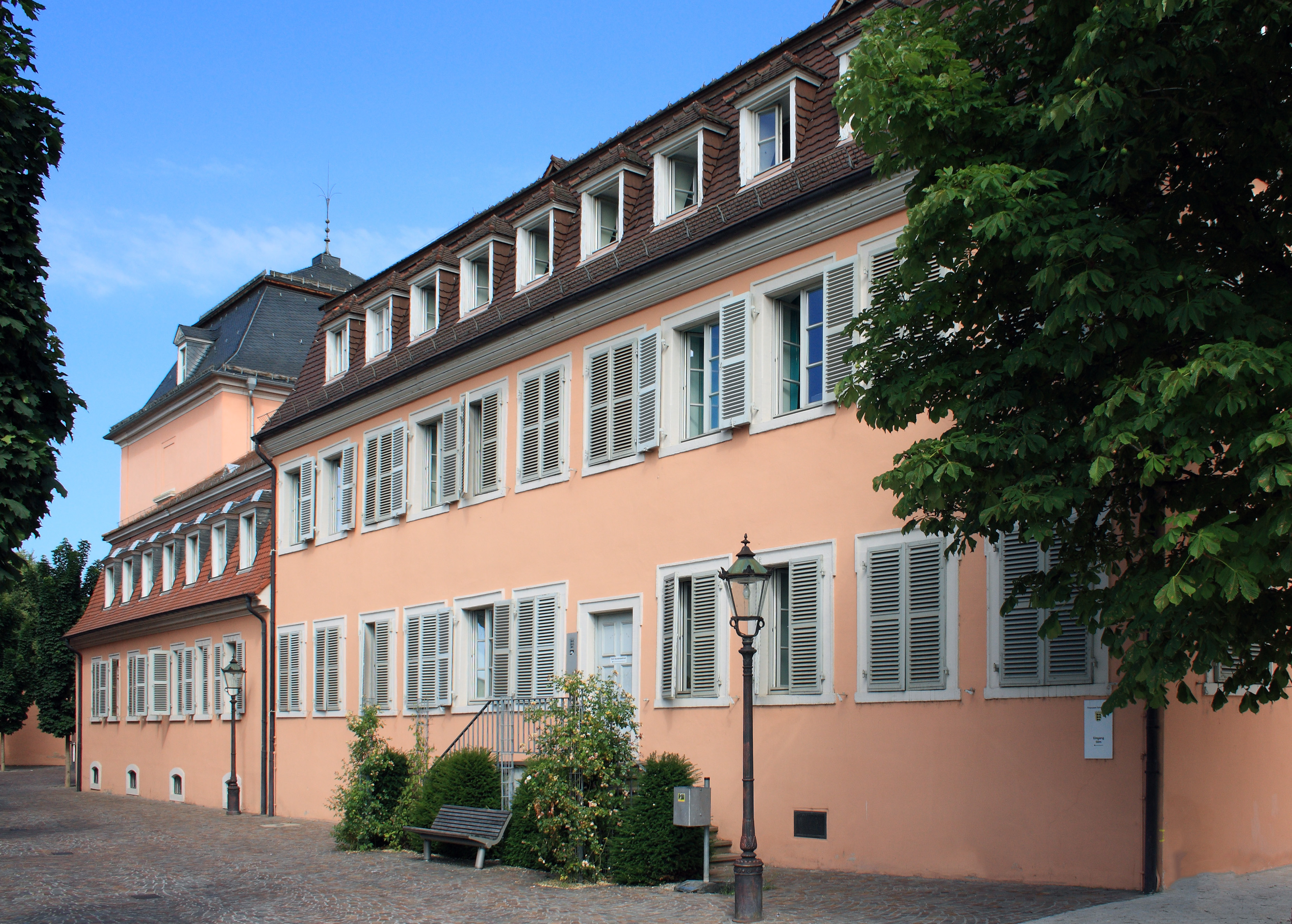
Finanzamt

### Gerichte, Behörden und Einrichtungen
In Schwetzingen befinden sich ein Amtsgericht mit Familiengericht, das zum Landgerichtsbezirk Mannheim gehört, ein Finanzamt und eine Geschäftsstelle der Agentur für Arbeit. Weiterhin gibt es ein Polizeirevier und ein Kreiskrankenhaus.
Ferner existiert das Freibad und Erlebnisbad bellamar, das seit 1981 gemeinsam mit der Gemeinde Oftersheim, die 1/3 der Kosten übernimmt, betrieben und finanziert wird. Das bellamar verfügt zur Energieversorgung über eine Solarkraftanlage, ein Blockheizkraftwerk und einen Fernwärmeanschluss.

### Bildung
Die Stadt Schwetzingen ist Schulträger eines Gymnasiums (Hebel-Gymnasium), einer Gemeinschaftsschule (Karl-Friedrich-Schimper-Gemeinschaftsschule), von vier Grundschulen (Grundschule Hirschacker, Johann-Michael-Zeyher Grundschule, Nordstadt-Grund- und Südstadt-Grundschule) sowie der Kurt-Waibel-Schule (Sonderpädagogisches Bildungs- und Beratungszentrum mit Förderschwerpunkt Lernen).

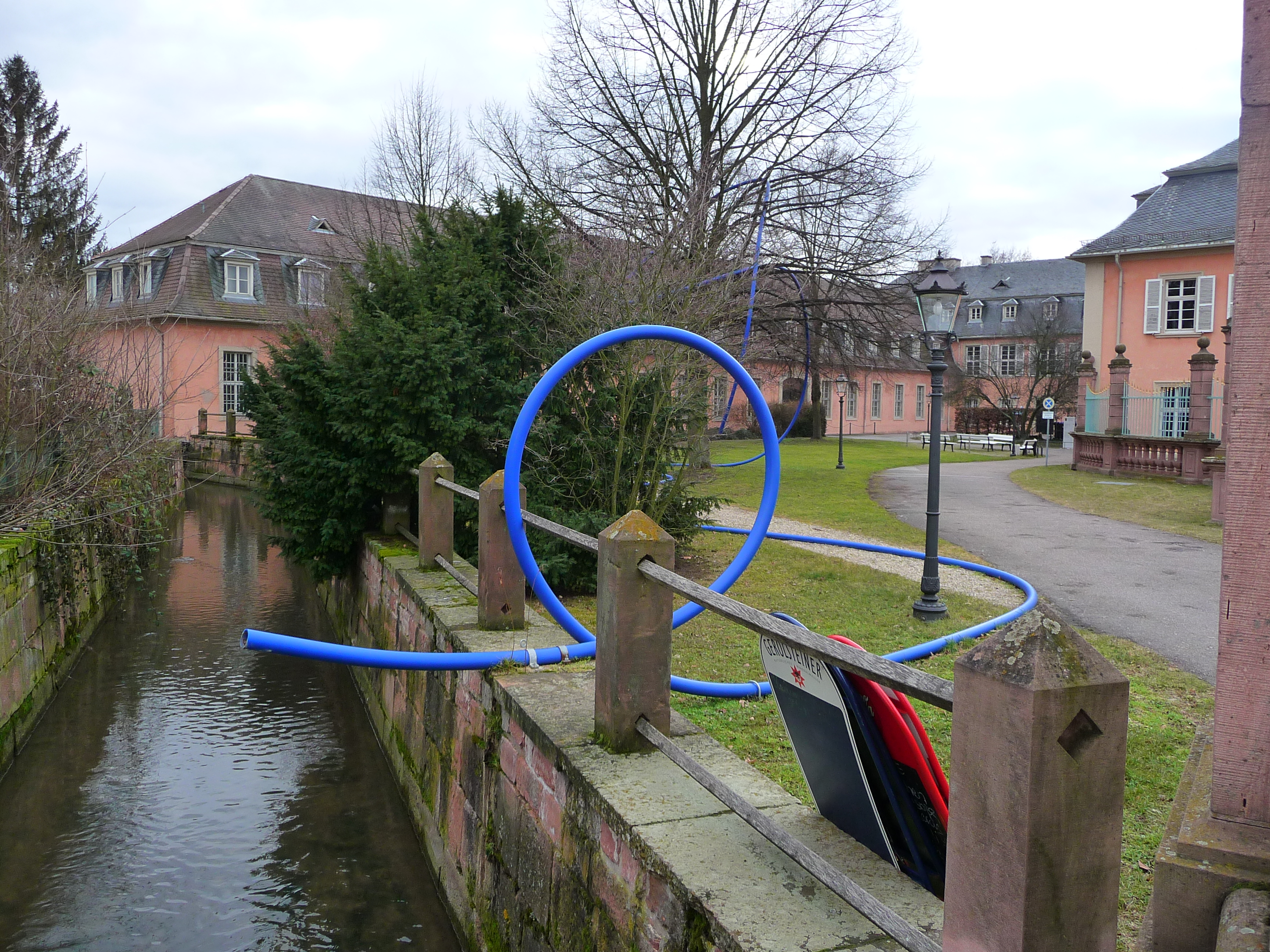
Hochschule für Rechtspflege

Der Rhein-Neckar-Kreis ist Träger der drei beruflichen Schulen, der Carl-Theodor-Schule (Kaufmännische Schule, unter anderem mit Wirtschaftsgymnasium), der Krankenpflegeschule am Kreiskrankenhaus und der Ehrhart-Schott-Schule (Gewerbliche Schule, unter anderem mit Technischem Gymnasium) sowie der Comenius-Schule (Sonderpädagogisches Bildungs- und Beratungszentrum mit Förderschwerpunkt geistige Entwicklung).
Seit 2013 gibt es in Schwetzingen das Privatgymnasium Schwetzingen (PGS), welches die Räumlichkeiten der ehemaligen Hildaschule nutzt.
Im linken Flügel des Schwetzinger Schlosses befindet sich die Fachhochschule Schwetzingen, Hochschule für Rechtspflege, eine interne Fachhochschule des Landes Baden-Württemberg (Ressort Justiz), an der die Rechtspflegeranwärter der Länder Baden-Württemberg, Rheinland-Pfalz und Saarland ausgebildet werden. Im Jahr 2012 wurde in den Räumen der Fachhochschule eine Justizakademie eröffnet, in der zahlreiche Fortbildungsveranstaltungen für die Richterinnen und Richter, Staatsanwältinnen und Staatsanwälte sowie die Rechtspflegerinnen und Rechtspfleger der ordentlichen Gerichtsbarkeit und der Staatsanwaltschaften in Baden-Württemberg umgesetzt werden.

## Persönlichkeiten

### Söhne und Töchter der Stadt
- Johannes Hiltebrant (um 1480 – um 1514), humanistischer Lehrer
- Karl Ludwig Raugraf zu Pfalz (1658–1688), Venetianischer General, ältester Sohn des Kurfürsten Karl I. Ludwig von der Pfalz aus dessen zweiter morganatischer Ehe
- Maria Anna von Pfalz-Sulzbach (1722–1790), Prinzessin von Bayern, Ehefrau von Clemens Franz de Paula von Bayern
- Maria Franziska von Pfalz-Sulzbach (1724–1794), Tochter des kurpfälzischen Erbprinzen Joseph Karl Emanuel und Vorfahrin aller bayerischen Könige bis 1918 und aller heute noch lebenden Wittelsbacher
- Franziska Lang, geborene Stamitz (1746–1800), Soubrette, Tänzerin und Schauspielerin
- Maria Anna von Pfalz-Zweibrücken (1753–1824), Pfalzgräfin von Birkenfeld-Gelnhausen und Herzogin in Bayern, Schwester von Maximilian I. Joseph
- Maximilian I. Joseph (1756–1825), Herzog von Bayern, ab 1806 erster König des Königreichs Bayern
- Matthias Sckell (1760–1816), Hofgärtner
- Franz Danzi (1763–1826), Komponist, Kapellmeister und Violoncellist
- Heinrich Joseph von Leprieur (1766–1837), seit 1820 Königlich-Bayerischer Münzdirektor in München
- Friedrich Eck (1767–1838), Komponist
- Ferdinand Fränzl (1767–1833), Geiger, Komponist und Musikdirektor
- Franz Cramer (1772–1848), deutsch-englischer Geiger und Dirigent, Kapellmeister der königlichen Musikkapelle
- Joseph Moralt (1775–1855), Musiker und Komponist
- Luise Amelie Stephanie von Baden (1811–1854), badische Prinzessin, erstes Kind von Großherzog Karl von Baden
- Theodor Verhas (1811–1872), Maler der Romantik
- John Gund (1830–1910), badischer Brauherr in Amerika
- Adolf Bauer (1864–1937), badischer Oberamtmann
- Louis Lingg (1864–1887), Gewerkschafter und Anarchist
- Rudolf Louis (1870–1914), Musiker, Musikschriftsteller und Musikkritiker
- August Stürzenacker (1871–1951), Architekt
- Karl Theodor Weiß (1872–1945), Rechtsanwalt, Papierhistoriker und Wasserzeichenforscher
- Wilhelm Büchner (1880–1960), Politiker des Zentrums
- Heinrich Wittmann (1889–1967), Bauingenieur
- Adam Porzelt (1891–1965), Geodät, Ministerialbeamter und Politiker
- Karl Hettinger (1896–1967), Großhändler und Politiker
- Heinrich Höfler (1897–1963), Politiker und MdB
- Johanne von Gemmingen (1901–2001), Schriftstellerin, Kinderbuchautorin
- Otto Abetz (1903–1958), Diplomat
- Martha List (1908–1992), Wissenschaftshistorikerin
- Heinz Friedrich (1924–2018), Maler und Graphiker (besonders Holzschnitte)
- Marli Hoppe-Ritter (* 1948), Unternehmerin
- Norbert Vogel (* 1949), Erziehungswissenschaftler und Hochschullehrer
- Thomas Erle (* 1952), Schriftsteller und Krimiautor
- Jochen Winter (* 1957), Lyriker, Essayist und Übersetzer
- Lothar Schilling (* 1960), Neuzeithistoriker
- Guido Zimmermann (* 1961), Schauspieler, Synchronsprecher, Off-Sprecher sowie Hörbuch- und Hörspielsprecher
- Gerrit Müller (* 1984), Fußballspieler
- Reinhold Jourdan (* 1986), Taekwondo-Sportler
- Isabel Mackensen-Geis (* 1986), Politikerin (SPD) und MdB
- Jonas Strifler (* 1990), Fußballspieler
- Julia Zirnstein (* 1990), Fußballspielerin
- Jonas Maier (* 1994), Handballspieler
- Erik Wekesser (* 1997), Fußballspieler
- Jonas Weik (* 2000), Fußballspieler
- Lana Eberle (* 2003), Radrennfahrerin

### Ehrenbürger
Die Stadt Schwetzingen hat zwölfmal das Ehrenbürgerrecht verliehen, darunter sind:
- 1833: Karl Vierordt, Oberamtmann
- 1835: Johann Michael Zeyher, Direktor der Schlossgärten
- 1871: Conrad Kiefer, Bezirksassistenzarzt
- 1874: Friedrich Junker, Dekan
- 1895: Otto von Bismarck, Reichskanzler
- 1897: Clementine Bassermann, Wohltäterin
- 1929: Fritz Hirsch, Pionier der staatlichen Denkmalpflege
- 1967: Franz Dusberger, Bürgermeister
- 1998: Gerhard Stratthaus, Oberbürgermeister (1982–1998), Finanzminister von Baden-Württemberg (1998–2008)
- 2005: Walter Bährle, Stadtrat

### Mit Schwetzingen verbundene Persönlichkeiten
- Guillaume d’Hauberat (um 1680–1749), französischer Architekt und Baumeister des Barock
- Alessandro Galli da Bibiena (1686–1748), italienischer Architekt, Maler, Szenograph und Theater-Ingenieur des Spätbarock, plante die Zirkelbauten des Schwetzinger Schlosses
- Franz Joseph Seedorf (1691–1758), Jesuitenpater, Theologieprofessor und Kontroversschriftsteller,  Erzieher des Kurfürsten Carl Theodor
- Peter Anton von Verschaffelt (1710–1793), flämischer Bildhauer und Architekt, Schöpfer der Hirsch- und der Flussgruppe im Schwetzinger Schlossgarten
- Franz Wilhelm Rabaliatti (1716–1782), italienisch-deutscher Architekt und Hofbaumeister, Erbauer der nördlichen Zirkelhäuser des Schwetzinger Schlosses
- Giuseppe Antonio Albuccio (1720–1776), italienischer Stuckateur des Barock, Ausgestaltung der Spiel- und Tanzsäle der südlichen Zirkelbauten des Schwetzinger Schlosses
- Johann Wilhelm Sckell (1722–1792), Gartenarchitekt und Hofgärtner in Schwetzingen
- Nicolas de Pigage (1723–1796), lothringischer Baumeister, wirkte bei der Errichtung der Residenz in Schwetzingen mit (unter anderem erbaute er das Schlosstheater), kaufte 1775 in London den Muskelkraft-Gartenphaeton für Kurfürst Carl Theodor
- Kurfürst Carl Theodor (1724–1799), aus dem Hause Wittelsbach, Pfalzgraf bei Rhein, Kurfürst von Bayern, erweiterte noch in Mannheim  Schloss und Schlossgarten Schwetzingen zur Sommerresidenz mit Sternwarte
- Großherzog Karl Friedrich (Baden) (1728–1811) nutzte nach dem Heimfall der Pfalz und Schwetzingens 1803 an Baden von Karlsruhe aus oft die Sommerresidenz
- Friedrich Ludwig Sckell (1750–1823), Gartenarchitekt,  Hofgärtner in Schwetzingen, sowie Stadtplaner in München
- Friedrich Heinrich Georg von Drais (1758–1833), studierter Oberforstmeister mit Privat-Forstlehranstalt im Forstamt, baute im Schlossgarten das Arboretum auf Nutzholzarten der Welt aus (für Großherzog Karl-Friedrichs Drechselbank)
- Johann Peter Hebel (1760–1826), Dichter, Theologe und Pädagoge, verstarb in Schwetzingen. Hebel ist der Namensgeber des Hebel-Gymnasiums Schwetzingen.
- Luise Karoline von Hochberg (1767–1820), zweite Ehefrau des Markgrafen und späteren Großherzogs Karl Friedrich von Baden
- Johann Michael Zeyher (1770–1843), deutscher Gärtner und Botaniker, Hofgärtner in Schwetzingen
- Karl Drais (1785–1851), nach Heidelberger Studium Forstlehrer an Onkels Privatlehranstalt, angeregt durch den Gartenphaeton im Schloss später Erfinder des Ur-Fahrrads, damals noch Freiherr Karl Drais, Erfinder des Ur-Fahrrads

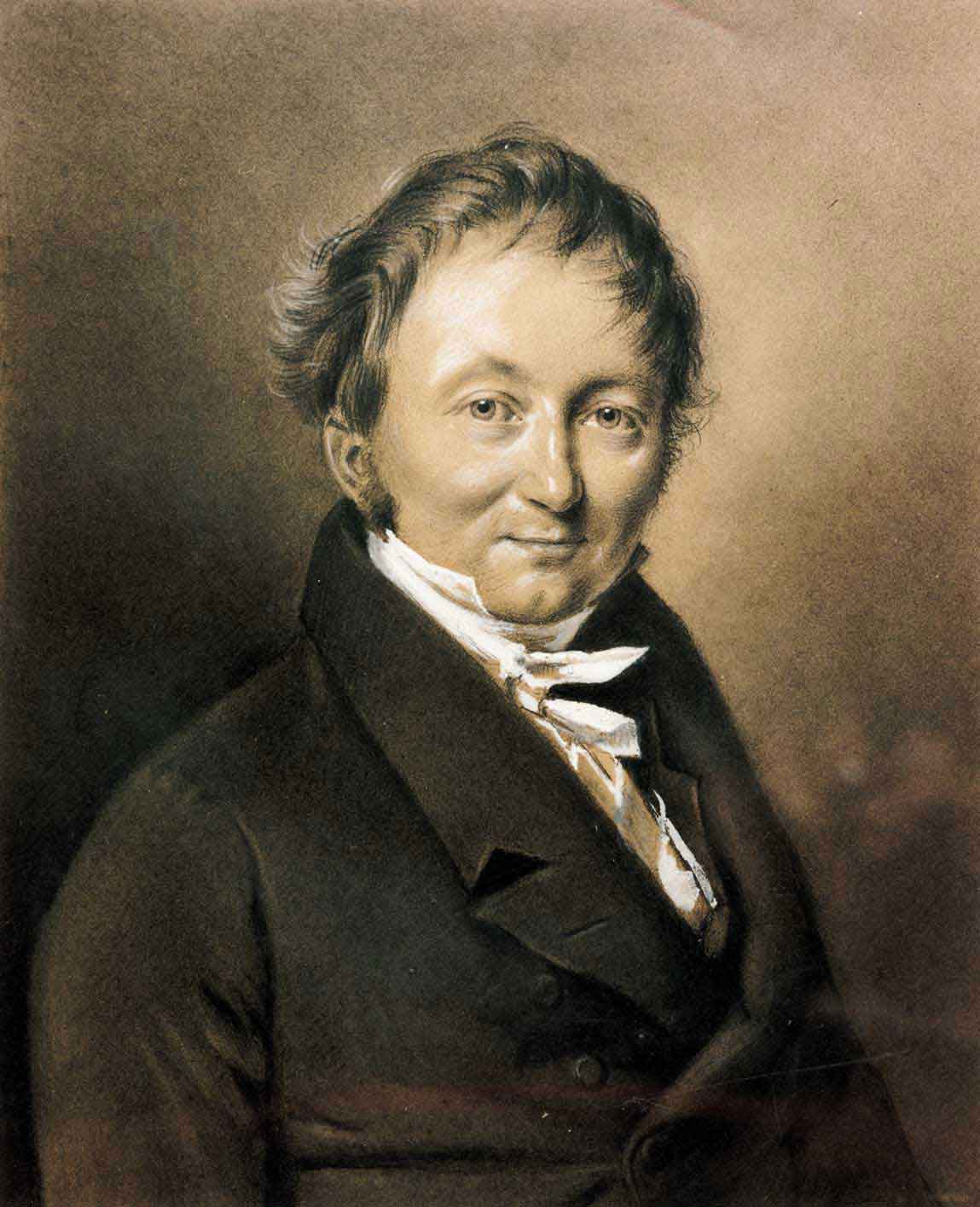
Karl Drais, Erfinder des Ur-Fahrrads

- Ludwig I. (Bayern)  (1786–1868), späterer König von Bayern, verbrachte seine Knabenjahre in Schwetzingen
- Karl Friedrich Schimper (1803–1867), Naturwissenschaftler, Botaniker und Geologe
- Karl Theodor Hartweg (1812–1871), Botaniker
- Joseph Stöckle (1844–1893), Schriftsteller und Alt-Philologe
- Max Ilgner (1899–1966), Chemie-Industrieller
- Nina Arianda (* 1984), US-Schauspielerin, lebte als Jugendliche in Schwetzingen
- Susan Richter (* 1971), Historikerin, Professorin für Geschichte der Frühen Neuzeit an der Christian-Albrechts-Universität zu Kiel, lebt in Schwetzingen[32], langjährige Mitarbeiterin der Staatlichen Schlösser und Gärten in Schwetzingen, zahlreiche Veröffentlichungen mit Bezug zu Schwetzingen und der kurpfälzischen Geschichte[33].